# Václav Klaus
Václav Klaus (* 19. června 1941 Praha) je český ekonom a politik, spoluzakladatel Občanské demokratické strany a mezi roky 1991–2002 její první předseda. V letech 1992–1998 působil jako předseda vlády svého prvního a druhého kabinetu. Poté se na čtyřleté období stal předsedou dolní komory parlamentu a v letech 2003–2013 zastával úřad prezidenta České republiky.
Před vstupem do politiky působil jako bankovní úředník a prognostik, po listopadu 1989 se stal ministrem financí Československa ve vládách národního porozumění a později národní oběti, v níž zastával i post vicepremiéra. V roce 1991 inicioval založení Občanské demokratické strany. V letech 1992–1997 byl předsedou vlády České republiky a od ledna až do února roku 1993 vykonával z titulu své funkce premiéra některé pravomoci prezidenta republiky.
Po pádu jím vedené vlády na podzim roku 1997 nakrátko ztratil rozhodující politický vliv, ale do vysoké politiky se vrátil již po volbách na jaře 1998, kdy se stal předsedou Poslanecké sněmovny Parlamentu České republiky (1998–2002). Po parlamentních volbách roku 2002, které ODS prohrála, se opět na krátký čas stáhl z vrcholné politiky. V únoru 2003 zvítězil v prezidentské volbě poprvé a na druhé pětileté období byl znovuzvolen prezidentem České republiky v roce 2008.
Po svém odchodu z prezidentského úřadu v březnu 2013 opustil Klaus aktivní politiku. Nadále se však vyjadřuje k otázkám vnitřní i zahraniční politiky, například k problémům v Evropské unii či k evropské migrační krizi a kritizuje omezování lidské svobody ve jménu různých ideologií, např. liberální demokracie. Zúčastňuje se také často mezinárodních konferencí a seminářů na různá témata po celém světě.

## Osobní život a předrevoluční činnost
Rod Klausů pochází ze západočeské obce Mileč. Otec Václava Klause Václav (1901–1974) byl povoláním účetní. Jeho matka Marie rozená Kailová (1914–2006) pracovala jako pokladní a průvodkyně turistů a byla také příležitostnou autorkou básní. Rodina byla duchovně spřízněna s Církví československou husitskou.
Václav Klaus má o dva roky mladší sestru Alenu Jarochovou, která po okupaci Československa roku 1968 emigrovala i s manželem, zubním lékařem Jaroslavem Jarochou (1934–2023) do Švýcarska. Dnes žije nedaleko Curychu a má švýcarské občanství.
Václav Klaus prožil své dětství v centru Prahy. Během druhé světové války se při hlášených náletech spojenců s rodinou několikrát utíkal schovat z pátého patra bydliště do sklepa. Dle jeho vzpomínek bylo od jeho domu v okruhu asi půl kilometru naprosto vybombardováno šest budov. Na konci války se účastnil Pražského povstání. Když mu byly necelé čtyři roky, pomáhal s rodiči na rohu Jugoslávské a Bělehradské ulice, v jejichž blízkosti začal boj o Český rozhlas, stavět barikádu. Jeho zážitky z dětství ho později odrazily v politických názorech a „ostražitosti“ vůči Německu, kde několikrát při svých vystoupeních provokativně říkal, že se nenarodil v Československu ale „im Protektorat Böhmen und Mähren“. Po celou dobu své politické kariéry například striktně odmítal prolomení Benešových dekretů nebo německý ordoliberalismus, prosazovaný CDU k dosažení sociálně-tržního hospodářství.
Klausovi rodiče kladli důraz na jeho dobré výsledky ve škole a mimoškolní aktivity. Mimo jiné Václav Klaus působil několik let v Dětském pěveckém sboru Československého rozhlasu, později byl juniorským i dorosteneckým reprezentantem Československa v basketbalu, což mu umožnilo získat zkušenosti z pobytů v zahraničí, a téměř deset let hrál celostátní první ligu v tomto sportu (Slavoj Vyšehrad 1959/60 a 1966/67, Slovan Orbis Praha 1962/63 a Dukla Praha Dejvice 1963/64). V basketbalovém oddíle Dukla Praha pak také strávil povinnou vojenskou službu.
Václav Klaus studoval v letech 1958–1963 ekonomiku zahraničního obchodu na Vysoké škole ekonomické v Praze. Jako ekonomy, kteří ovlivnili jeho ekonomické uvažování, později uvedl Friedricha Hayeka, Miltona Friedmana, Ludwiga von Misese, Paula Samuelsona a Josefa Schumpetera. Při studiu se seznámil se svou pozdější manželkou Livií, dcerou Štefana Mištiny, pocházející z Oravy na Slovensku.
Po vysoké škole a úspěšném konkursu nastoupil Klaus na místo v Ekonomickém ústavu ČSAV. V šedesátých letech absolvoval dva studijní pobyty na Západě, roku 1966 na Università degli Studi Federico II v italské Neapoli a roku 1969 na Cornellově univerzitě ve Spojených státech amerických. V roce 1968 získal titul kandidát ekonomických věd. Angažoval se v reformních periodikách Tvář a Literární noviny, kde publikoval sloupky pod pseudonymem Dalimil.
Po pražském jaru byl Klaus podle svých slov z politických důvodů nucen opustit vědeckou kariéru a v roce 1970 odešel do Státní banky československé (SBČS), kde pracoval na různých pozicích až do roku 1987. V roce 1968 se oženil s Livií Mištinovou, se kterou následně měl dva syny, Václava (* 1969) a Jana (* 1974).
Od roku 1979 pořádal pravidelné semináře o ekonomických otázkách. Zúčastňovala se jich řada budoucích politiků. Kvůli této aktivitě začala Klause sledovat Státní bezpečnost (StB), která semináře považovala za „pravicové“. Založila na něj a vedla svazek pod krycím jménem Kluk, nasadila na Klause své agenty, odposlouchávala jeho telefony, tajně mu prohledala kancelář a nasadila do ní odposlouchávací zařízení. V roce 1986 StB pořádání dalších seminářů znemožnila a svazek 11. srpna t. r. uzavřela.
V roce 1987 se Klaus vrátil k akademické činnosti jako analytik v Prognostickém ústavu ČSAV. StB na něj v dubnu 1988 založila další svazek pod krycím jménem Rek. Není jasné, co bylo důvodem obnoveného zájmu StB o Klause, svazek byl 9. prosince 1989 skartován. V té době již Klaus cestoval do zahraničí včetně nekomunistických zemí a vystupoval v západních médiích. Pět dní před začátkem revoluce (12. 11. 1989) vystoupil v diskusním pořadu rakouské televize ORF, kde prohlásil, že se socialistickým systémem ekonomiky Československo nepřežije rok 2000 a obhajoval politiku pomalých postupných ekonomických reforem.

## V centru vládnutí (1989–1997)
Několik dní po 17. listopadu 1989 se Václav Klaus dostal na doporučení Rity Klímové do centra Občanského fóra (OF), kde byl jednou z prvních osobností z jiného okruhu než disidentského a uměleckého.
Již 10. prosince 1989 se stal československým ministrem financí ve vládě Mariána Čalfy, nominovaným za Občanské fórum. Od června 1990 pokračoval na stejném postu pod Čalfovým vedením také ve federální vládě ČSFR a v říjnu 1991 byl jmenován i jejím místopředsedou. V červenci 1992 byl jmenován předsedou české vlády.
Od konce roku 1989 až do demise své vlastní druhé vlády v roce 1997 tak Klaus nepřetržitě byl jedním z klíčových členů vlády, od roku 1992 tím zdaleka nejvlivnějším. Mimo jiné se směrodatně podílel na přeměně socialistické ekonomiky v kapitalistickou, na rozdělení Československa i na formování politické scény transformací Občanského fóra a vytvořením pravicové Občanské demokratické strany.

### Přeměna Občanského fóra a vznik Občanské demokratické strany
Občanské fórum vzniklo jako názorově široce rozkročené nehierarchické hnutí se slabými strukturami, což omezovalo jeho akceschopnost. Již na jaře 1990 se v něm začaly projevovat spory o jeho směřování. Václav Klaus se do nich zapojil několik měsíců po parlamentních volbách, konaných v červnu 1990. Zastával názor, že OF je potřeba přeměnit na jasně definovaný politický subjekt s pevnější hierarchií, který by byl schopen prosadit potřebné reformy. Protože již před volbami z OF odešly některé levicové skupiny včetně sociální demokracie, hnutí se posunulo politicky doprava. Do červnových voleb šlo OF se silnou pozicí v Praze a v Čechách, na Moravě a zejména na Ostravsku se očekávaly horší výsledky. Na lídra kandidátky v Severomoravském kraji byl nominován právě Klaus. Jak v roce 2023 přiznal Petr Pithart, členové OF ze skupiny disidentů počítali, že Klaus jako lídr OF v Severomoravském kraji propadne, čímž se zbaví politického oponenta. Klaus i díky své kontaktní kampani volby vyhrál a pozici v rámci OF upevnil. Po vítězných volbách v OF zesílilo napětí a postupně se vyhranily tři názorové frakce: Klausem vedená pravice, centristé z řad bývalých disidentů (Pavel Rychetský, Jiří Dienstbier, Petr Pithart a další) a levice zastoupená hlavně členy klubu Obroda. Kongres OF v září 1990 nedokázal o budoucnosti hnutí přesvědčivě rozhodnout, což umožnilo Klausově skupině radikálních reformátorů, aby se pokusila OF převzít.
Klaus problém transformace Občanského fóra představil jako střet mezi pravicí a levicí. Dne 10. října 1990 vytvořilo 57 pravicových poslanců OF Meziparlamentní klub demokratické pravice a 13. října byl Václav Klaus zvolen předsedou OF, ačkoliv ještě krátce před sněmem kandidaturu na předsedu OF vylučoval. Tím na dlouhou dobu získal rozhodující vliv na českou politiku a převzal politickou základnu, již doposud ovládal Václav Havel. Brzy poté se pravice neúspěšně pokusila vyloučit levicovou frakci z OF.
V prosinci 1990 Václav Klaus navrhl, aby se Občanské fórum změnilo v politickou stranu s jasnou strukturou a disciplínou. Kongres OF, konaný 12. a 13. ledna 1991, tento návrh schválil hlasy 126 delegátů ze 175 a přijal prozápadní a protisocialistický program. Středoví a levicoví politici OF však chtěli přeměně hnutí v pravicovou stranu zabránit, a tak se rozkol v OF vyhrotil. Na schůzce u prezidenta Havla v Lánech 8. února 1991 se obě křídla dohodla, že alespoň do voleb, plánovaných na červen 1992, bude OF existovat jako koalice dvou skupin: pravicové strany vedené Klausem a centristického hnutí kolem bývalých disidentů. Napětí však pokračovalo a vedlo ke svolání mimořádného kongresu na 23. února. Ten schválil dohodu z Lán a v jejím duchu přeměnil Občanské fórum. To se nadále skládalo z dvou kolektivních členů, z pravicové strany a z hnutí tvořeného Klausovými oponenty. Oba členové měli samostatně působit pod jinými jmény a rozdělit si majetek OF, zatímco Občanské fórum samo mělo zůstat v politice jen do příštích voleb jako název společné poslanecké frakce. Pravice si vybrala jméno Občanská demokratická strana (ODS) a měla podporu zejména v dosavadních krajských organizacích OF, zatímco centristé, zahrnující většinu předklausovského vedení OF, si dali název Občanské hnutí.
Přípravný výbor ODS s Klausem v čele se ustavil 14. března 1991 a 20.–21. dubna pak v Olomouci proběhl ustavující kongres, jenž zvolil Klause prvním předsedou strany. ODS se definovala jako pravicová strana s konzervativním programem a přijala programové prohlášení Cesta k prosperitě . Vytvořením ODS si Klaus zajistil pevnou mocenskou základnu a zároveň pomohl k rychlému ustavení politického spektra, jaké je běžné v západních zemích. V parlamentních volbách v červnu 1992 pak ODS v koalici s Křesťansko-demokratickou stranou s velkým náskokem zvítězila – bylo to nejvýraznější Klausovo volební vítězství vůbec – zatímco Občanské hnutí zůstalo pod pětiprocentním ziskem, nutným ke vstupu do parlamentu, a po několika letech zaniklo.

### Ekonomická transformace
V době pádu komunismu mělo Československo centrálně plánované hospodářství a drtivá většina podniků byla v rukou státu. Nové ekonomické vedení, v němž převažovali bývalí pracovníci Prognostického ústavu ČSAV, se shodovalo na nutnosti zavedení tržní ekonomiky. Představy o způsobu a rychlosti transformace se ovšem lišily. Václav Klaus patřil mezi zastánce co nejrychlejší privatizace a uvolnění cen (tzv. radikály). Zasazoval se za trh „bez přívlastků“, což podle něj znamená tržní hospodářství s doplňkovou sociální politikou, ale nikoliv sociální trh. Klaus v roce 1990 věřil, že dosavadní hospodářský systém zkolaboval, a je tedy třeba rychle vytvořit nový. Také se podle svých slov obával, že státní podniky vytunelují jejich bývalí komunističtí manažeři. Dostal se tím do sporu s místopředsedou federální vlády Valtrem Komárkem, ekonomickými poradci českého premiéra Petra Pitharta a dalšími zastánci pozvolnějšího zavádění trhu (tzv. gradualisty). Kromě toho narážely jeho snahy o rychlou transformaci ekonomiky na omezenou akceschopnost Občanského fóra a narůstající napětí ve vztazích se slovenskou politickou reprezentací.
První podrobnější plán ekonomických reforem, vytvořený i s Klausovou účastí, byl uveřejněn 14. května 1990. Časový rámec a rozsah použití jednotlivých metod privatizace však tehdy ještě nebyl přesně dohodnut. Již na jaře 1990 začal Klaus hovořit o kupónové privatizaci jako metodě, kterou by se měla privatizovat největší část podniků.
Naopak restitucím, tedy navracení majetku zabaveného komunisty původním majitelům nebyl Klaus nakloněn, podle Jiřího Peheho snad z obavy, že by mohly zpomalit a zkomplikovat proces privatizace. Projevilo se to později i ve vztahu k restitucím církevního majetku, které ODS v roce 1993 na dvě desetiletí zablokovala a Klaus obvinil katolickou církev, že se pokouší hrát ve společnosti roli, která jí nepřísluší.
První transformační zákony v oblasti ekonomiky byly přijaty na konci dubna 1990. Když Valtr Komárek po červnových volbách 1990 odešel z vlády, zesílil vliv Klausova křídla radikálních reformátorů. V září vláda předložila Federálnímu shromáždění scénář reforem. V říjnu 1990 byl přijat zákon o malé privatizaci, podle kterého se dražily menší provozy. Zásadní reformy hospodářství, zejména uvolňování cen, protiinflační opatření a zavádění vnitřní konvertibility měny, začaly počátkem roku 1991. Ceny zprvu skokově vzrostly, ale koncem roku byla již inflace pod kontrolou a nezaměstnanost v České republice se dostala jen na asi 4 %, zatímco na Slovensku, postiženém útlumem zbrojního průmyslu, to bylo asi 12 %. V únoru 1991 byl schválen zákon o velké privatizaci a po bouřlivých debatách také druhý restituční zákon.
V malé privatizaci bylo formou aukcí s upřednostněním domácích kupců do konce roku 1993 prodáno nebo pronajato 24 359 ekonomických jednotek v celkové tržní hodnotě 31 miliard korun. Když se objevila kritika toho, že v aukcích perou špinavé peníze představitelé minulého režimu a různé mafie (tj. organizované, zčásti i zločinecké skupiny), odmítal Václav Klaus návrhy, aby kupci museli prokazovat původ svého majetku; v médiích se objevila dokonce citace, podle které on „nezná rozdíl mezi čistými a špinavými penězi“. Klaus se totiž zřejmě obával, že přezkoumávání majetku kupců by privatizaci zbrzdilo. Privatizace přitom nebyla jen ekonomický, ale i naléhavý politický úkol, který měl zemi navždy vymanit z rukou „starých struktur“.
Velká privatizace začala v únoru 1992 a do konce září 1994 jí prošlo 3 400 největších podniků v účetní hodnotě přes 912 miliard korun. Postupovalo se na základě předložených privatizačních projektů přímým prodejem, veřejnou soutěží, aukcí, bezúplatným převodem, prodejem na akciovém trhu nebo kupónovou metodou, při níž si za poplatek 1000 Kčs mohl každý dospělý Čechoslovák opatřit vlastnický podíl ve vybraných firmách. Konaly se dvě vlny kupónové privatizace, první roku 1991 a druhá 1993. Vedle rychlosti měla kupónová metoda v Klausových očích tu přednost, že rozdávání státního majetku občanům mu pomáhalo získat podporu před volbami 1992. Podpora kupónové privatizace vycházela z jejího chápání jako pokusu o spravedlivé rozdělení majetku mezi občany, i když podle Jiřího Peheho ve skutečnosti byla naděje běžných účastníků na zbohatnutí iluzorní.
Z iniciativy podnikatelů, jako byli Viktor Kožený a Pavel Tykač, vznikly investiční privatizační fondy a shromáždily akcie od občanů. Z celkové hodnoty 333 miliard korun v akciích z kupónové privatizace shromáždily fondy 226 miliard. Tyto fondy však nebyly dostatečně regulovány a své podílníky často okrádaly. Rychlá ekonomická transformace, kterou prosazoval Klaus, tak předběhla vývoj právního systému, což mělo za následek rozsáhlou ekonomickou kriminalitu. Dodnes se vede spor, zda byla privatizace přes všechny problémy úspěšná, či zda šlo o rozkrádání, které „nemá v českých dějinách obdoby“. Václav Klaus sám tvrdí, že případné chyby byly důsledkem složitosti celého transformačního projektu a toho, že ve hře bylo mnoho různých sil, takže nemohl řídit celý proces; v každém případě sám některé kontroverzní osoby podporoval, prohlásil například, že Česko potřebuje „více Kožených“.
Dalším problémem velké privatizace bylo, že velké banky zůstaly v majetku státu a podílely se na financování privatizačních projektů nebo vlastnily investiční fondy, takže stát přes ně fakticky dál podniky ovládal. Navíc banky poskytovaly úvěry i na některé pochybné projekty, často na popud politiků na celostátní i regionální úrovni. Také akciový trh vznikl až se zpožděním. Tento nezdravý stav ekonomiky 90. let se označuje jako bankovní socialismus a může souviset i s Klausovou snahou privatizovat českým namísto zahraničním zájemcům, jak tvrdí například Joseph Stiglitz. Klausův obraz thatcheristy až „tržního fundamentalisty“ tak kontrastuje s názorem, který vyslovil např. Jan Macháček, že Klaus pouze používal tržní rétoriku, zatímco v praxi většinu protržních reforem od roku 1994 spíše brzdil. Přes značné výhrady však byla privatizace celkově úspěšná a již koncem roku 1993 vytvářel soukromý sektor přes 50 % HDP, přičemž o čtyři roky dříve byl jeho podíl zanedbatelný.

### Rozdělení Československa
Československá federace vznikla roku 1969 a státoprávně byla poměrně složitá: existovaly tři vlády (federální a dvě republikové), dvoukomorové Federální shromáždění a dva jednokomorové republikové parlamenty. Do roku 1989 však fungovala hladce, protože všechna důležitá rozhodnutí přijímalo jediné mocenské centrum, vedení komunistické strany. Po zániku vedoucí úlohy strany v listopadu 1989 však moc přešla na státní orgány, a ty o ni začaly soutěžit. Napětí rychle rostlo zejména mezi českou a slovenskou politickou reprezentací, protože mnozí slovenští politici požadovali větší autonomii pro svou republiku.
Pozice federální vlády postupně slábla a Václav Klaus si již roku 1990 začal aktivně a úspěšně budovat politickou základnu v České republice. Slovensko pro něj jako federálního ministra financí představovalo problém. Již roku 1990 jej a Vladimíra Dlouhého obvinil slovenský premiér Vladimír Mečiar, že nerespektují potřeby Slovenska. Mečiarova slovenská vláda pak privatizaci záměrně zpomalovala a narušovala.
Zatímco Václav Havel a Petr Pithart se snažili najít kompromis se Slováky a federaci udržet, Václav Klaus zřejmě někdy na podzim 1991 došel k názoru, že je potřeba prosadit rychlé reformy i za cenu možného rozpadu společného státu. Snažil se sice působit i na Slovensku a ODS budoval jako celostátní federalistickou stranu. Ekonomická transformace však na Slovensko dopadla tvrději a Václav Klaus tam byl značně nepopulární, což kontrastovalo s jeho tehdejší oblibou u českého obyvatelstva.
Další napětí do česko-slovenských vztahů vnesly parlamentní volby v červnu 1992. V Česku vyhrála pravicová reformní koalice vedená ODS, zatímco na Slovensku uspěly levicovější národně orientované strany v čele s Mečiarovým HZDS. To znemožňovalo jakákoli významnější rozhodnutí na federální úrovni. Prezident Havel sice pověřil Klause sestavením federální vlády, ODS ho však nominovala na předsedu české vlády. Také Mečiar odmítl svou účast ve federální vládě. Klaus a Mečiar usedli do čela republikových vlád a do federálních struktur nominovali jen málo významných politiků. Vliv federální vlády Jana Stráského se výrazně zmenšil, stejně jako vliv prezidenta Havla, který s volebním neúspěchem Občanského hnutí přišel o významné politické spojence, jakými byli Petr Pithart, Pavel Rychetský a Jiří Dienstbier.
Již první povolební setkání Klause s Mečiarem ukázala, že společný stát je vážně ohrožen. Rozhodující otázkou bylo, zda se Slovensko může stát suverénní jednotkou, subjektem mezinárodního práva, a přitom zůstat ve federaci. ODS preferovala pokračování federace, zatímco HZDS požadovalo konfederaci. Oba politici se dohodli na konání referenda o budoucím uspořádání státu, nestanovili však žádné datum, a tak se referendum nikdy neuskutečnilo. ODS a HZDS se 16. června 1992 v Bratislavě dohodly, že chtějí situaci vyřešit do konce září.
K dalšímu vyhrocení došlo, když 3. července Federální shromáždění pro nesouhlas slovenských poslanců s Havlem poprvé v dějinách státu nezvolilo prezidenta a 17. července Slovenská národní rada přijala deklaraci svrchovanosti, načež dosavadní prezident Havel okamžitě rezignoval.
Dne 8. července 1992 se Klaus s Mečiarem na setkání v brněnské vile Tugendhat dohodli na rozdělení Československa. Mečiar počátkem srpna dohodu zpochybnil a opět navrhl konfederaci, to však Klaus odmítl. Při další schůzce tamtéž 26. srpna 1992 stvrdili původní dohodu a chvíli před půlnocí oznámili veřejnosti shodu na rozdělení Československa k 1. lednu 1993.
Další komplikace nastaly 1. září, když Slovensko přijalo vlastní ústavu, ačkoli ještě platila ústava federální, a 1. října, když Federální shromáždění odmítlo schválit Klausem a Mečiarem předjednaný ústavní zákon umožňující zánik federace a místo toho na návrh Miloše Zemana přijalo rezoluci, podporující vznik česko-slovenské unie. Klaus to odmítl a prohlásil, že stát se rozpadne tak jako tak. Zároveň probíhaly ostré spory s Mečiarem a jeho spojenci o dělení majetku. Politická nestabilita způsobila i výrazný pokles zahraničních investic do Československa. Na setkání v Jihlavě 6. a 7. října však Klaus a Mečiar rozdělení Československa stvrdili podpisy a dojednali vznik společných komisí pro dělení majetku. Na pozdějších jednáních se pak shodli i na podobě budoucích vztahů mezi oběma státy a dalších otázkách.
Pokus 18. listopadu rozpustit federaci ústavním zákonem ve Federálním shromáždění neprošel, opozice trvala na konání referenda. V podstatě stejný zákon však byl přijat na opakovaném hlasování o týden později, 25. listopadu. Přispěl k tomu zřejmě i slib českým poslancům, že po zániku Federálního shromáždění budou převzati do nově vzniklého Senátu, což však nebylo dodrženo. Tím byl učiněn rozhodující právní krok k zániku federace, i když se poté obě strany na různých úrovních ještě mnohokrát setkaly k projednání řady dílčích otázek, zejména ohledně dělení majetku. Československo tak mírovou cestou zaniklo 31. prosince 1992 a rozdělilo se na dva následnické státy, jež se ihned vzájemně v duchu mezinárodního práva uznaly a spořádaně si rozdělily majetek a závazky.
Zatímco např. Stroehlein a kolektiv uváděli jako hlavní příčinu rozdělení federace neschopnost Klause a Mečiara dohodnout se o ekonomických a ústavních záležitostech společného státu, sám Klaus to přičítal naplnění snah slovenského národa po samostatnosti. Jiří Pehe soudí, že Klaus v roce 1992 vyhodnotil situaci realisticky a rychlým rozdělením federace zabránil tomu, aby pokračovala paralýza centrálních institucí nebo aby dokonce napětí eskalovalo v násilné střety, jako se to stalo v Jugoslávii.

### První Klausova vláda

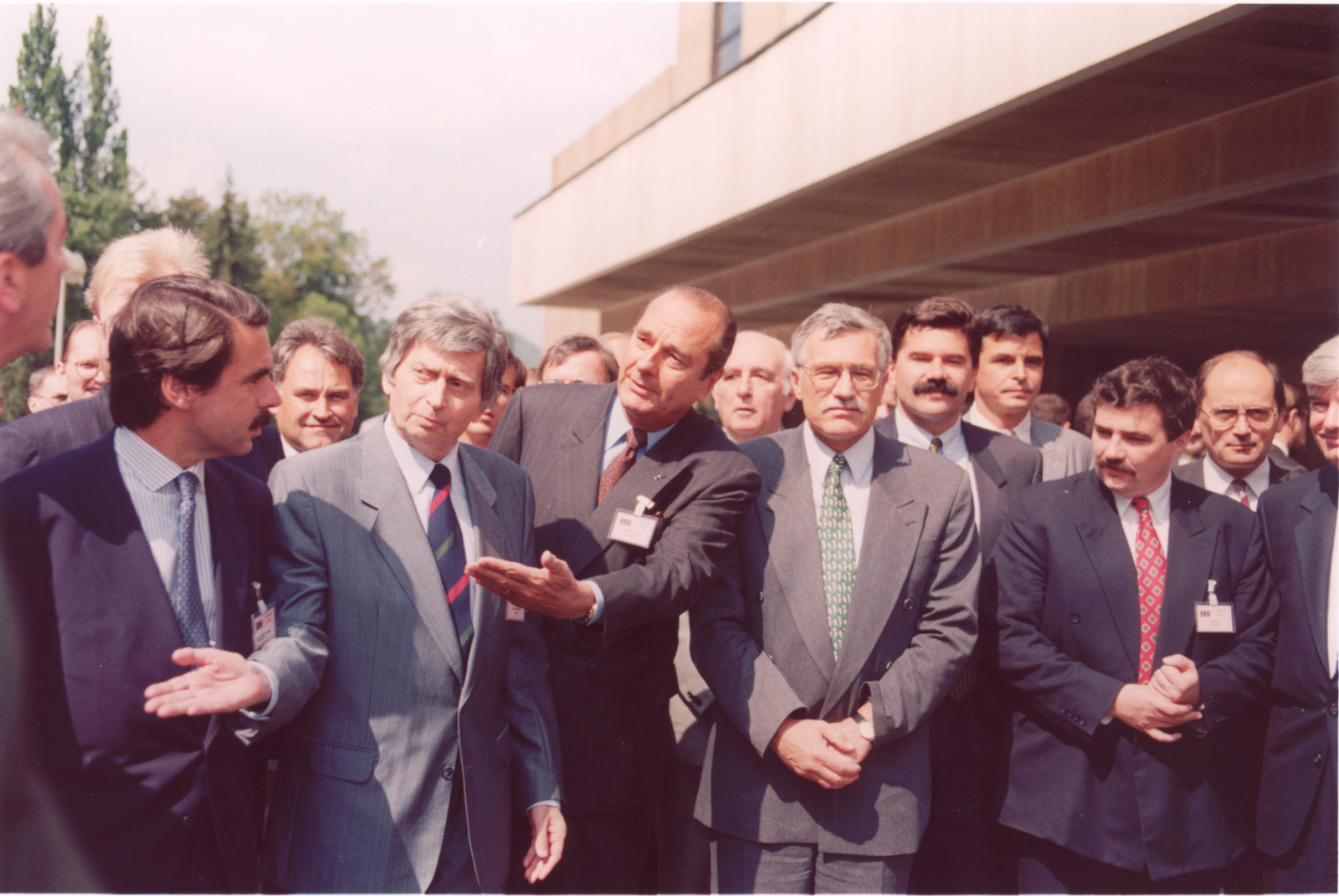
Setkání v roli premiéra s maďarským premiérem Antallem a Jacquem Chiracem v roce 1993

Po vyhraných volbách se 2. července 1992 Václav Klaus stal předsedou vlády České republiky. Sestavil koalici, která kromě Klausovy ODS a KDS, jež kandidovaly v koalici, zahrnovala ještě ODA a KDU-ČSL.
Již v předvolební kampani hrála osoba Václava Klause jako předsedy ODS velkou roli, stal se její tváří jako symbol ekonomické transformace a kuponové privatizace. I díky předchozímu vládnímu angažmá byl jednou z nejvýraznějších osobností tehdejší politické scény, což spolu se ziskem téměř 30 % volebních hlasů pro ODS představovalo základ jeho silné pozice ve vládě. Kolář, Syllová a Pecháček takovou vládu definovali jako koaliční kabinet s dominancí premiéra, blížící se ve svém vládnutí ke kancléřskému modelu, kdy Klausova síla ve vládě vycházela zejména z jeho dominantního postavení ve vlastní straně a z nadpolovičního zastoupení ministrů ODS ve vládě.
Po rozdělení Československa 1. ledna 1993 vláda Václava Klause převzala roli vlády samostatného státu. Přestože k rozdělení došlo proti přání většiny obyvatel (Stroehlein uvádí, že podle průzkumu veřejného mínění z roku 1991 se vyslovilo pro vznik nezávislých států jen 9 % Čechů a 15 % Slováků), pozice české vlády s Klausem v čele zůstala poměrně silná po celé funkční období, až do roku 1996. V lednu 1996 vláda také navázala na asociační dohodu s Evropským společenstvím z roku 1991 a podala přihlášku ke vstupu do Evropské unie.
Uvnitř ODS měl Klaus od počátku velmi silnou pozici. Na stranických kongresech v letech 1992, 1993 i 1994 neměl při volbě předsedy žádného protikandidáta a ačkoli se postupně objevila a sílila oponentura místopředsedy Josefa Zieleniece, i v roce 1995 byl Klaus s velkou převahou zvolen. Na jaře 1996 došlo ke sloučení ODS s koaliční KDS, přičemž Václav Klaus zůstal nadále v čele výsledného subjektu, který si ponechal název Občanská demokratická strana.

### Druhá Klausova vláda
V roce 1996 ODS opět vyhrála volby se ziskem téměř 30 % hlasů, ale úspěch České strany sociálně demokratické (ČSSD) pod vedením Miloše Zemana a redukce počtu menších parlamentních stran jí umožnily sestavit pouze menšinovou vládu. Do koalice s ní šly opět KDU-ČSL a ODA. Opoziční ČSSD vyměnila toleranci vlády za některé ústavní funkce.
Kampaň ODS před samotnými volbami na přelomu května a června 1996 byla opět postavena na osobě Václava Klause a na volebním hesle, které údajně sám vybral: „Dokázali jsme, že to dokážeme“. Setkala se však s menším účinkem, byla i hůře organizovaná, Klaus v průběhu obměnil volební tým a kampaň se za pochodu přizpůsobovala jeho požadavkům, se zdůrazněním prezentace jeho osoby. Ačkoli strana získala téměř stejný volební výsledek jako v roce 1992 a Klaus osobně obdržel také nejvíc preferenčních bodů, jeho zisk byl téměř 4× nižší než v předchozích volbách a také nižší než preferenční body lídra ČSSD Miloše Zemana.
Už v srpnu 1996 tak čelil Klaus vnitrostranické kritice zejména od Josefa Zieleniece, ale i Miroslava Macka, který byl na prosincovém kongresu zvolen rovněž místopředsedou ODS. Klaus byl opět potvrzen v předsednické volbě bez protikandidáta, avšak menším poměrem hlasů než v minulosti. V následujícím roce se zhoršená komunikace s vedením strany projevila mimo jiné při vyjednávání Česko-německé deklarace, kdy předseda nerespektoval usnesení stranického grémia, na vlastní pěst jednal se Zemanem o dodatečném prohlášení k deklaraci, což vedení ODS ostře odsoudilo a Klaus pak musel ustoupit.
Druhou vládu Václava Klause popsali Kolář a kolektiv jako koaliční kabinet s dominancí premiéra, nyní ovšem i se silnější pozicí vicepremiérů, a tedy i menších koaličních stran. Pozici předsedy oslabovalo jednak paritní zastoupení koaličních stran ve vládě, ODS tedy měla právě polovinu a ostatní strany se dělily o druhou polovinu míst. Dále jeho manévrovací prostor omezoval článek 3 koaliční dohody, který stanovoval, že všechna zásadní rozhodnutí budou přijímána až po vzájemné dohodě všech koaličních partnerů, takže premiér nemohl obcházet partnery silovým prohlasováním za pomoci opozice, jak k tomu docházelo v předchozím období.
V době Klausova druhého premiérského období, v listopadu 1996 proběhly také vůbec první volby do nově ustavené horní komory parlamentu. Ačkoli se vedly úvahy o společných kandidátkách vládní koalice, ODS se nakonec rozhodla postavit své vlastní kandidáty. V prvním kole voleb strana výrazně uspěla. Když se však před druhým kolem snažil Klaus přesvědčit neúspěšné kandidáty ostatních koaličních stran k podpoře kandidátů ODS, setkal se s ostrým protestem vedení obou stran a KDU-ČSL se dokonce spojila s opoziční ČSSD, což ODS značně poškodilo. Předseda KDU-ČSL a současně vicepremiér v Klausově vládě Josef Lux tehdy deklaroval nebezpečí dominance ODS v Senátu, což ovšem nebyl první ani poslední spor obou politiků.
Ekonomika země začala na jaře 1997 zpomalovat, což vedlo k propadu příjmů státního rozpočtu a Klausova vláda přijala řadu rozpočtových škrtů, označovaných jako „úsporné balíčky“. Došlo také k měnovému otřesu. Müller-Rommel s Mansfeldovou popsali, že politika ekonomického neoliberalismu nebyla tak úspěšná, jak se v první polovině desetiletí mohlo zdát, a nastalá ekonomická situace se stala zdrojem řady rozporů ve vládní koalici. Klaus ovšem nepochyboval o správnosti zvoleného způsobu transformace a z ekonomických potíží vinil především úrokovou politiku[zdroj⁠?!] České národní banky.
Nicméně došlo k prudkému propadu oblíbenosti vlády a zejména ODS u obyvatelstva a Klaus byl nucen po bouřlivých koaličních vyjednáváních přikročit v červnu 1997 k personálním obměnám, jimiž ztratil dva názorově blízké, proreformní stoupence: ministra financí Ivana Kočárníka a ministra obchodu a průmyslu Vladimíra Dlouhého. Klaus s obměněnou vládou požádal 10. července poslaneckou sněmovnu o opětovné vyslovení důvěry a získal ji nejnižší možnou většinou díky někdejšímu poslanci ČSSD Jozefu Wagnerovi, a to výměnou za slib, že privatizace bank bude probíhat pod kontrolou sněmovny.

### Aféra ODS, demise a úřednická vláda
Již v průběhu roku 1996 a zejména pak v roce 1997 čelila ODS obviněním z nejasného financování, např. pomocí darů od podnikatelů účastnících se privatizace, které měly být poukázány přes nastrčené nebo smyšlené osoby. Původ několikamilionových příspěvků z roku 1995 se straně nedařilo přesvědčivě vysvětlit. Spekulace v těchto souvislostech se objevily i kolem samotné Klausovy osoby. Především šlo o tzv. švýcarské konto, které mělo sloužit k nelegálnímu financování ODS, o kterém měl Klaus údajně vědět, a o jím údajně vlastněnou vilu ve Švýcarsku. Zpráva o vile, již přinesla televize Nova, se posléze ukázala jako nepravdivá. Informace o švýcarském kontu ODS byla poprvé zveřejněna v Mladé frontě DNES v listopadu 1997. Existenci konta ve švýcarské bance Credit Suisse, které mělo sloužit k nelegálnímu financování ODS, potvrdilo Švýcarské státní zastupitelství v roce 2000. Podle místopředsedy ODS a zakladatele ODS Josefa Zieleniece bylo na kontě téměř 200 milionů korun, které Václav Klaus odmítal vysvětlit.
Václav Klaus čelil vnitrostranické kritice, např. poslanec Jan Klas a ministr vnitra Jan Ruml žádali svolání mimořádného kongresu ODS a uvažovali o vytvoření názorové frakce uvnitř strany. Eskalace sporů mezi Klausem a Zieleniecem vedla k Zieleniecovu srpnovému vzdání se poslaneckého mandátu a 23. října též k odchodu z vlády a rezignaci na místopředsednický post ve straně. Dne 7. listopadu 1997 odešel z vlády také ministr vnitra Ruml a 28. listopadu spolu s místopředsedou ODS Ivanem Pilipem vyzval Klause k odstoupení z funkce předsedy strany. Sám Klaus byl v té době v Sarajevu, pročež později získal tento akt přezdívku „Sarajevský atentát“.
Následujícího dne podali své rezignace ministři za KDU-ČSL a vzápětí i ministři za ODA. Strany to zdůvodnily zejména finančními skandály ODS, osobnostní rovinu však dokumentuje postoj lidovců, kteří uvažovali o setrvání ve vládní koalici, pokud by premiérem nebyl Klaus. Premiér podal 30. listopadu 1997 demisi z funkce předsedy vlády s dodatkem, že jde o demisi celé vlády. Prezident Havel ji přijal a další politická jednání vedl předseda KDU-ČSL Josef Lux. Dne 17. prosince 1997 prezident pověřil Josefa Tošovského, dosavadního guvernéra České národní banky, sestavením poloúřednické vlády. Nová vláda, složená zčásti z členů koaličních stran a zčásti z nestraníků, byla jmenována 2. ledna 1998.
Václav Klaus obvinění z účasti na korupci odmítal a na mimořádném kongresu své strany v Poděbradech v prosinci 1997 získal hlasy většiny delegátů pro pokračování ve funkci předsedy strany. Jeho protikandidátem byl Jan Ruml, který však ve volbě neuspěl. Také došlo k obměně vedení strany, přičemž noví místopředsedové byli na Klausově straně. Vnitrostranická opozice proti Klausovi vytvořila odštěpeneckou platformu, která další měsíc vstoupila do vznikající Unie svobody (US). Události kolem pádu vlády a rozštěpení ODS vedly k propadu popularity ODS u voličů a určitému odlivu členů této strany.

### Akademická činnost
V roce 1991 se Václav Klaus habilitoval na Fakultě sociálních věd Univerzity Karlovy jako docent ekonomie. V roce 1995 byl Klaus jmenován profesorem pro obor financí na Vysoké škole ekonomické. Na této škole přednášel v podzimním semestru 2005 předmět „Principy ekonomického myšlení“, čtyři studenty si pak vybral za své poradce. V jarním semestru 2017 a v podzimním semestru 2018 vedl seminář „Transformační procesy v České republice“ na Ekonomicko-správní fakultě Masarykovy univerzity. Kurz zaměřený na transformační procesy v ČR dlouhodobě vede také na Národohospodářské fakultě VŠE v Praze.

## Opoziční smlouva (1998–2002)
V následujících předčasných volbách (1998) získala ODS pod Klausovým vedením a po kampani, založené do značné míry na varování před nástupem levice k vládě, necelých 28 %. Po neúspěšném vyjednávání s předsedou Unie svobody Janem Rumlem sestavil vládu předseda vítězné ČSSD Miloš Zeman za podpory ODS, a to po sepsání tzv. „opoziční smlouvy“. V rámci rozdělení funkcí podle této smlouvy byl Václav Klaus zvolen do funkce předsedy Poslanecké sněmovny. Pragmatické řešení rozdělení moci a kontrast s předcházející výrazně protilevicovou kampaní ODS se staly předmětem ostré kritiky z nejrůznějších stran. To vedlo k nespokojenosti části veřejnosti, vyjádřené například iniciativou „Děkujeme, odejděte!“ (listopad 1999), která bezvýsledně požadovala odchod Klause a Zemana z politiky (prosinec 1999).
V roce 1999 Klaus založil občanské sdružení Centrum pro ekonomiku a politiku (CEP) a působil jako první předseda jeho správní rady.
Během krize v České televizi v prosinci 2000, která nastala poté, co byl zvolen novým generálním ředitelem Jiří Hodač, se Klaus postavil na stranu nového vedení v čele s Hodačem a jím jmenované ředitelky zpravodajství Jany Bobošíkové.
V roce 2002 na 13. kongresu Občanské demokratické strany vystřídal Václava Klause ve vedení ODS nově zvolený předseda Mirek Topolánek, který v nadsázce nazval ideologii strany v době Klausova předsednictví „klausismus“. Autor Klausovy biografie Lubomír Kopeček později popsal doktrínu klausismu jako soubor různých představ a myšlenek zahrnujících národní stát jako jediný myslitelný rámec demokracie, preferenci politických stran, liberální obhajobu trhu bez deformací a redistribuce či konzervativní pohled na společnost.
V roce 2002 se Klaus během letu do New Yorku seznámil s Klárou Lohniskou, letuškou ČSA. V létě 2002 potom bulvární deník Blesk uveřejnil jejich společnou fotografii. Aféra však Klausův manželský život nerozvrátila. V březnu 2008 se v médiích objevila jména jiných dvou žen, se kterými měl Klaus údajně mít poměr.

## Prezident republiky (2003–2013)

### První období

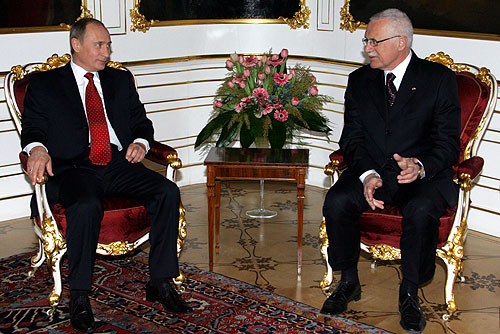
Setkání s ruským prezidentem Vladimirem Putinem v roce 2006

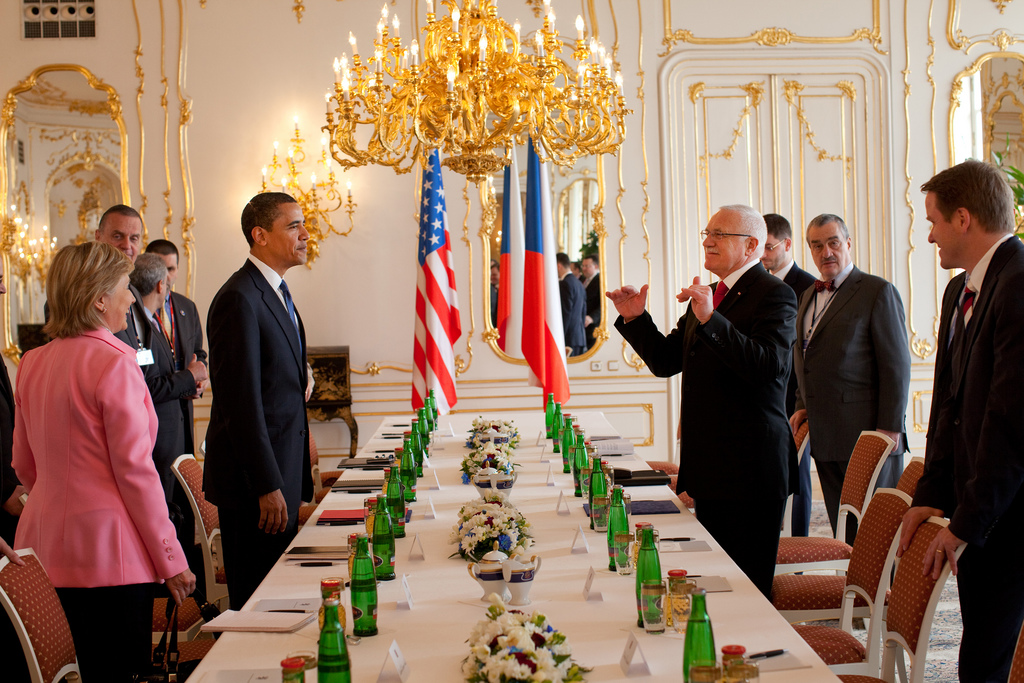
Setkání s americkým prezidentem Barackem Obamou a ministryní zahraničí Hillary Clintonovou v roce 2009

V dalších poslaneckých volbách v roce 2002 opět zvítězila ČSSD a došlo k posílení levice, což bylo vnímáno jako neúspěch ODS i Klause. Vedení ODS dalo následně své funkce k dispozici. Klaus se později rozhodl nekandidovat znovu na předsedu strany a oznámil úmysl kandidovat na funkci prezidenta republiky. Jako svého nástupce doporučil Petra Nečase, ale předsedou ODS byl zvolen Mirek Topolánek a Václav Klaus se stal čestným předsedou strany. Této funkce se vzdal 6. prosince 2008.
Klausova prezidentská kandidatura byla úspěšná, když byl 28. února 2003 ve třetím kole opakované volby zvolen 142 hlasy z 281 prezidentem České republiky. Ve společném hlasování Senátu a Poslanecké sněmovny se prosadil nejen díky podpoře ODS, ale i kvůli rozporům v tehdejší vládní koalici, vnitřnímu boji v ČSSD a podpoře části KSČM. Do funkce byl uveden 7. března 2003.
V roce 2005 Klaus obdržel anticenu Zelená perla za výrok „Občanská společnost je polemika se svobodnou společností. A je povinností každého demokrata ze všech svých sil, do konce svých věků proti ní bojovat.“, který měl podle deníku Právo pronést 12. 7. 2005 na semináři CEP s názvem Postdemokracie: hrozba, nebo naděje? jako komentář k příspěvku ředitele české pobočky Greenpeace Jiřího Tuttera.
Klausovo první funkční období vypršelo 7. března 2008.

### Druhé období

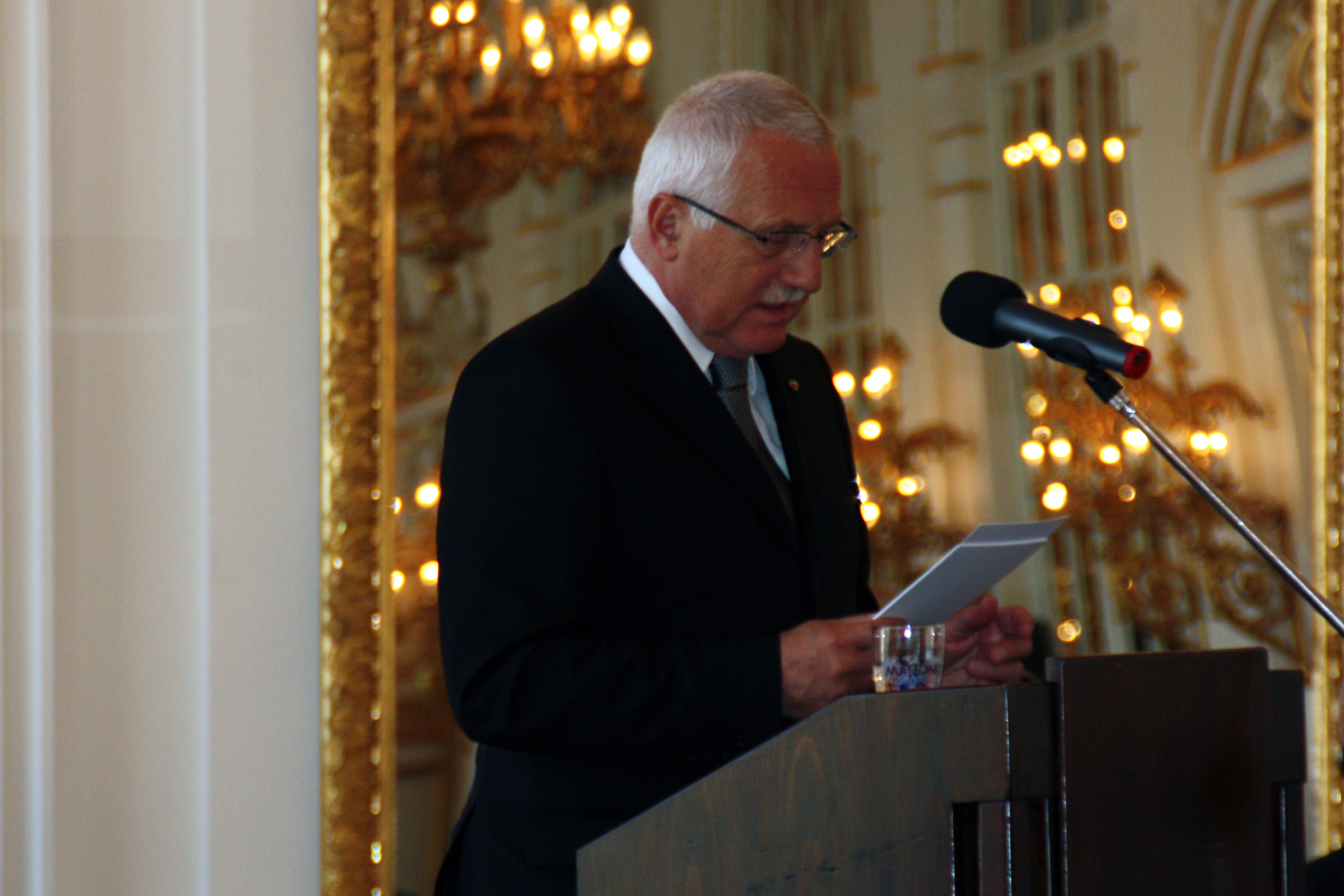
Václav Klaus při projevu (2009)

V roce 2008 byl Klausovým soupeřem v první prezidentské volbě ekonom Jan Švejnar, kterého podporoval i bývalý prezident Václav Havel. Volba proběhla 8. a 9. února a nepřinesla vítěze, i když Václavu Klausovi stačilo ke zvolení ve třetím kole získat jediný hlas navíc. V druhé volbě 15. února 2008 byl Klaus ve třetím kole prezidentem zvolen, když získal 141 hlasů. Ke zvolení mu pomohly hlasy tří tehdejších členů a poslanců ČSSD, a to Miloše Melčáka, Michala Pohanky a Evžena Snítilého, po intervenci Miloše Zemana.
Volby doprovázel skandál, kdy kamery TV Nova zachytily rozhovor Ivana Langera a Martina Bursíka, kdy Langer řekl: „Tak já ti povím, jaká hra kolem toho byla. Jaká špinavá hra kolem toho byla, kolik lidí půjde bručet“.
K takzvanému „chilskému incidentu“ došlo 4. dubna 2011, během státní návštěvy v Chile. Prezident Klaus si zde vzal a vložil do kapsy protokolární pero vyrobené z modrého polodrahokamu lapis lazuli. Tuto situaci natočila Česká televize a záznam také odvysílala. Ten měl (především na internetu) několik milionů zhlédnutí a vzbudil značný ohlas v Česku i v zahraničí.
V únoru 2012 Václav Klaus spolu se svými syny a kancléřem Jiřím Weiglem založil studijní a výzkumnou obecně prospěšnou společnost s názvem „Institut Václava Klause“, jejímiž cíli jsou „dokumentace, výzkum a propagace života, díla a myšlenek prezidenta republiky Václava Klause“ a „shromažďování literatury a propagace idejí a témat souvisejících s veřejným působením Václava Klause“. Kromě zakladatelů se na její činnosti účastní např. Ladislav Jakl a europoslanec Ivo Strejček.
Od roku 1990 je Václav Klaus aktivním členem Montpelerinské společnosti, sdružení liberálních ekonomů. Vystupuje s projevy na jejích konferencích a v září 2012 se na jeho pozvání konalo valné shromáždění této společnosti na Pražském hradě, kde Klaus prohlásil, že demokracii a tržní ekonomiku ohrožují mimo jiné ztráta tradičních hodnot, populismus demokratických politiků a rostoucí moc soudů, neziskových organizací a médií.

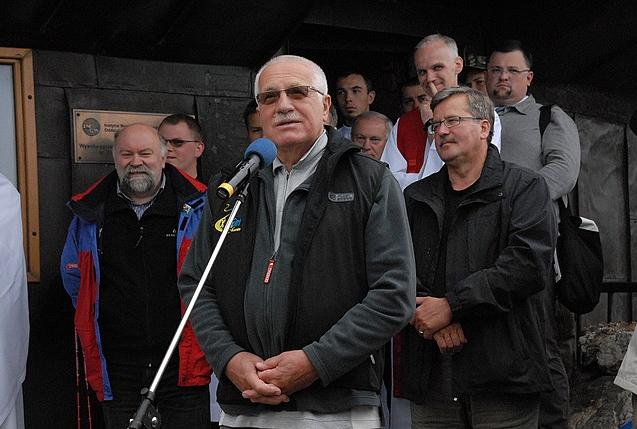
Klaus při setkání s polským prezidentem Bronisławem Komorowskim na Sněžce (2010)

Dne 28. září 2012 v Chrastavě na Liberecku došlo k útoku na Václava Klause neškodnou airsoftovou zbraní. Klaus utrpěl oděrky na lokti. Útočník chtěl upozornit na špatný stav politické scény v ČR. Za útok byl potrestán šesti měsíci odnětí svobody podmíněně.
Senát PČR dne 4. března 2013, tedy ke konci Klausova funkčního období, schválil podání ústavní žaloby na něj pro velezradu. Šlo o první žalobu na prezidenta v historii ČR. Pro podání žaloby Ústavnímu soudu hlasovalo 38 přítomných senátorů a senátorek, 30 bylo proti a 13 se hlasování zdrželo nebo nezúčastnilo. V ústavní žalobě bylo uvedeno pět důvodů. Byla to především Klausova kontroverzní novoroční amnestie roku 2013 a jeho otálení s podpisem dodatku k Evropské sociální chartě. Dále to, že nerozhodl o jmenování Petra Langra, jednoho ze soudních čekatelů, ačkoliv mu to bylo podle žaloby uloženo soudem. Dalším bodem bylo nepodepsání doplňku Lisabonské smlouvy o novém záchranném fondu eurozóny i přes jeho schválení parlamentem. Klaus podle žaloby také ohrozil fungování Ústavního soudu České republiky tím, že téměř jeden rok nejmenoval žádného nového ústavního soudce a nenavrhl Senátu nové kandidáty s výjimkou dvou – senátem zamítnutých – pokusů. Podle tehdejšího premiéra Petra Nečase (ODS) bylo schválení žaloby útokem na pověst celé České republiky, motivovaný „osobní nesnášenlivostí“. Ústavní soud projednal žalobu přednostně, a to v plénu pod sp. zn. Pl. ÚS 17/13. Řízení však bylo bez věcného projednání zastaveno se zdůvodněním, že Václav Klaus již v té době nebyl ve funkci prezidenta republiky.
Před prezidentskými volbami 2013 Klaus vyjádřil podporu kandidatury svého tajemníka Ladislava Jakla tím, že sám podepsal jeho nominační petici. Ke své podpoře Miloše Zemana uvedl později v rozhovoru pro Lidové noviny, že ze všech zájemců o prezidentský post je Zeman jediným politikem. „Tak proč bych ho nemohl nepřímo podpořit?“
Druhé prezidentské období Václava Klause skončilo 7. března 2013, o den později proběhla inaugurace jeho nástupce Miloše Zemana.

### Domácí politika

#### Zákonodárství
Václav Klaus dříve kritizoval Václava Havla za časté používání prezidentského veta, sám však jako prezident právo veta často používal.
Během prvního prezidentského období vetoval celkem 34 zákonů. V únoru 2006 například návrh zákona o registrovaném partnerství, protože byl podle něj špatný a rozšiřoval oblast státních zásahů do lidských životů. Za tento krok byl kritizován např. Jiřím Hromadou z Gay iniciativy a premiérem Jiřím Paroubkem. O měsíc později Poslanecká sněmovna veto nejtěsnější většinou přehlasovala a zákon začal platit. Když pak parlament v červnu 2008 schválil novelu zákona, prezident Klaus ji nechal projít bez svého podpisu.
Během druhého prezidentského období využil Václav Klaus prezidentské veto celkem 29krát. Mimo jiné vetoval v květnu 2008 tzv. antidiskriminační zákon, o kterém prohlásil, že „je zbytečný a kontraproduktivní“. Sněmovnou byl však přehlasován.

#### Milosti
Ve srovnání s praxí Václava Havla omezil Václav Klaus udělování prezidentské milosti. Mezi udělenými milostmi je však několik kontroverzních případů. Nejznámější jsou udělení milosti podnikateli a sponzorovi ODS Zdeňku Kratochvílovi (2008), Emilovi Novotnému, odsouzenému v Thajsku za pašování drog (2008), úplatné policistce (2010), spolupracovníkům zavražděného podnikatele Františka Mrázka (2010), jinému podnikateli, odsouzenému za půlmiliardový podvod (2011) a bývalé ředitelce Metropolitní univerzity Praha Anně Benešové, odsouzené za podplácení a zpronevěru (2012). Kromě toho byl odložen nástup do vězení dalšímu spolupracovníkovi podnikatele Mrázka (2012).

#### Amnestie
Při příležitosti 20. výročí vzniku samostatné České republiky prezident Klaus vyhlásil 1. ledna 2013 dílčí amnestii. Prezident prominul nebo zahladil roční a kratší nepodmíněné tresty všem odsouzeným a obviněným osobám. Amnestie se vztahovala i na ty osoby, které měly strávit ve vězení nanejvýš dva roky, ale nikoho nezabily, vážně nezranily a ani neznásilnily. Také téměř všem vězňům starším než 75 let byly jejich tresty prominuty. Prezident se také rozhodl zastavit i vleklá trestní stíhání, pokud od jejich zahájení uplynulo přes osm let a týkaly se maximálně desetiletých trestů. Tento bod amnestie se týkal například bývalého předsedy Českomoravského fotbalového svazu Františka Chvalovského, odsouzeného za úvěrový podvod, nebo manažerů vytunelovaného H-Systemu. Finanční rozsah kriminality, které se amnestie týkala, byl vyčíslen na 18,6 miliard Kč (a dalších 3,4 miliard Kč krádeží či podvodů, které nebyly uskutečněny), počet poškozených jejími pachateli byl přes 90 tisíc fyzických a stovky právnických osob. Byla to jediná amnestie, kterou ve svém úřadu Václav Klaus vyhlásil.
Amnestie byla velmi kritizována jak laickou (v průzkumu společnosti Median vyjádřilo nesouhlas s amnestií 82,2 % respondentů), tak odbornou veřejností (například předseda Ústavního soudu Pavel Rychetský označil amnestii za „neuvěřitelný diletantismus“). Návrh skupiny senátorů na zrušení kontroverzní části o zastavení trestního stíhání však byly Ústavním soudem odmítnuty. Amnestie byla jedním z pěti důvodů, proč Senát podal na Klause ústavní žaloby pro velezradu.

#### Ostatní prezidentské akty
V březnu 2005 Klaus odmítl jmenovat několik justičních čekatelů navržených ministrem spravedlnosti do úřadu soudce, což odůvodnil jejich nízkým věkem (méně než 30 let). Někteří z nich se bránili správní žalobou, v soudním řízení však vytrval jen jeden z nich, Petr Langer, v jehož případě Městský soud v Praze shledal Klausovo jednání nezákonným a uložil mu justičního čekatele soudcem jmenovat, nebo jeho nejmenování řádně zdůvodnit, což potvrdil i Nejvyšší správní soud. Podle dostupných informací však tak Václav Klaus neučinil.
V říjnu 2005 Klaus odmítl jmenovat prezidenta České lékařské komory (ČLK) Davida Ratha, který byl členem a poslancem ČSSD, do funkce ministra zdravotnictví ve vládě Jiřího Paroubka. Podle Klause by se Rath díky svému předsednictví ČLK dostal do střetu zájmů. Rath nakonec 2. listopadu 2005 z funkce prezidenta ČLK abdikoval a Klaus jej 4. listopadu jmenoval do funkce ministra zdravotnictví.

### Zahraniční politika

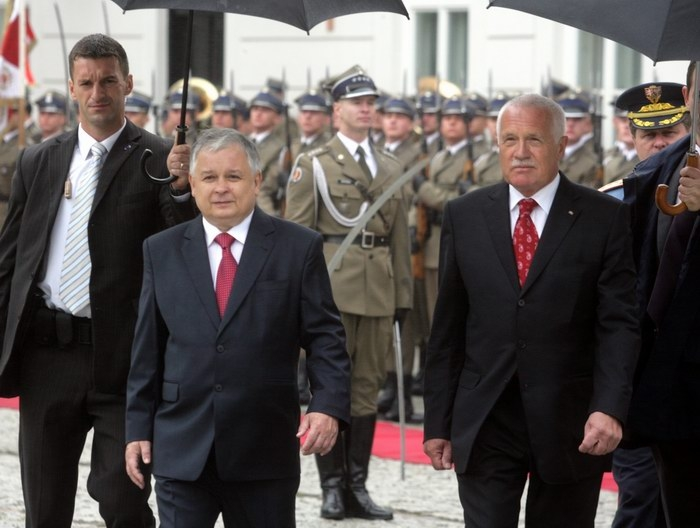
Klaus a polský prezident Lech Kaczyński během návštěvy Polska v roce 2007

Václav Klaus v roce 1996 podal jako premiér České republiky oficiální přihlášku do EU a vstup země do Unie v roce 2004 už z pozice prezidenta přivítal, byť varoval před přehnanými očekáváními. Později se stal předním českým kritikem politiky EU. Propagační kampaň před referendem o vstupu Klaus kritizoval, neboť podle něj byla triviální a nemotivovala k celospolečenské debatě.
Přístupovou smlouvu k Evropské unii podepsal Václav Klaus spolu s tehdejším premiérem Vladimírem Špidlou 16. dubna 2003 v Aténách. Smlouvu o Ústavě pro Evropu jménem prezidenta Klause za Českou republiku podepsali 29. října 2004 v Římě tehdejší premiér Stanislav Gross a tehdejší ministr zahraničí Cyril Svoboda.
Václav Klaus však poté vystupoval jako kritik evropské integrace a fungování Evropské unie. Byl pro ekonomické svobody, ale odmítal bruselský politický centralismus i politickou integraci, která by podle Klause byla možná jen za cenu války. Demokratická kontrolovatelnost výkonné moci není podle něho možná v ničem větším, než v národním státě. Ve své knize Česká republika na rozcestí – Čas rozhodnutí z roku 2013 došel až k názoru, že nejlépe by pro Českou republiku bylo, pokud by z „antidemokratické“ Evropské unie vystoupila.
Klausův „euroskepticismus“ či „eurorealismus“ bývá kritizován ze strany eurofederalistů, například Daniel Esperza z Palackého univerzity v Olomouci považuje (2010) Klausův euroskepticismus ze hlavní příčinu náhlého odmítnutí České republiky na mezinárodní scéně. Podle jeho názoru se Klaus ideologicky inspiroval britským euroskepticismem, což je ale v rozporu s politickou realitou České republiky, jež nemá velmocenské postavení ani alternativu v podobě Commonwealthu jako Velká Británie. Esperza míní, že Klausův euroskepticismus či eurorealismus je v rozporu s realitou a nelze jej vysvětlit, tak jako v britském případě teorií racionální volby, a dále se ptá, nakolik Česká republika z Klausova euroskepticismu zahraničně-politicky profitovala a co je vlastně jeho politickým cílem. Propast mezi ideologií a realitou ukazuje dle autora na to, že Klaus je „idealista, jenž slepě věří ve svoji vlastní ideologii, kterou prezentoval jako výjimečný způsob řešení současné politické krize EU“. Esperza vysvětluje tento euroskeptismus Klausovým srovnáním kritických postojů k EU s Janem Husem a jeho kritikou církve a Klausovou sebestylizací v disidenta v rámci EU, které odrážejí v Esperzově interpretaci jeden ze základních národních mýtů českého národa – husitské stigma a představu o národní výjimečnosti.
Václav Klaus byl kritikem Lisabonské smlouvy. Po nálezu Ústavního soudu, který ji neshledal protiústavní, však smlouvu podepsal, i když prý v souvislosti s tím zvažoval možnost, že se vzdá prezidentského úřadu.
V souvislosti s evropskou měnovou krizí roku 2011 Klaus vyjádřil nesouhlas se vstupem České republiky do eurozóny (s opuštěním koruny a přijetím eura). Vycházel přitom z přesvědčení, „že nemáme takovou ekonomickou výkonnost jako Německo a že nepracujeme tak tvrdě jako lidé v této zemi.“
Koncem roku 2012 odmítl Klaus za ČR podepsat doplněk Lisabonské smlouvy, který by umožnil vznik nového záchranného fondu eurozóny – Evropského stabilizačního mechanismu (ESM, též Euroval). Klaus tento fond označil za „zrůdnou, hroznou věc“. Dodatek nakonec podepsal až Klausův nástupce Miloš Zeman.

#### Vně Evropské unie

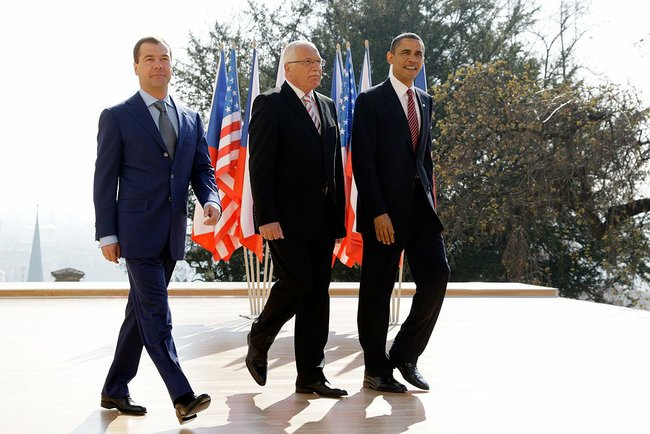
Klaus s prezidenty Obamou a Medveděvem před podepsáním nové dohody START v Praze 8. dubna 2010

Václav Klaus opakovaně vyjádřil pochybnosti o smysluplnosti vojenského zásahu Severoatlantické aliance (NATO) proti Jugoslávii vedené prezidentem Slobodanem Miloševičem (tzv. Operace Spojenecká síla) a vyslovil se proti uznání samostatnosti státu Kosovo.
Václav Klaus rovněž vyjádřil pochybnosti o invazi do Iráku v roce 2003, kdy se vyjádřil, že zbraně hromadného ničení se v Iráku nenajdou, což vzbudilo negativní reakce administrativy prezidenta Bushe i Klausových kritiků. Jiří Pehe nazval Klausův postoj v této věci čecháčkovstvím. Později se ukázalo, že Klausova predikce byla oprávněná a zbraně hromadného ničení se v Iráku nenašly.
V roce 2010 hostil Václav Klaus na Pražském hradě schůzku mezi americkým prezidentem Barackem Obamou a jeho ruským protějškem Dmitrijem Medveděvem, při které byla podepsána smlouva START o snižování počtu jaderných zbraní.

### Společenské působení

#### Prague Pride
V srpnu 2011 se Václav Klaus zastal svého mluvčího Petra Hájka a vysvětlil svůj postoj k tzv. homosexualismu poté, co Hájek označil homosexualitu za deviaci a odsoudil průvod gay hrdosti Prague Pride 2011. Klaus uvedl: „Pražská „Prague Pride“ není projevem homosexuality, ale homosexualismu, kterého se – stejně jako řady dalších módních „ismů“ – velmi obávám. Přesně toto je ostatně postoj, který jsem veřejně zastával v roce 2006 při svém vetu zákona o registrovaném partnerství.“

#### Akce D.O.S.T. a Ladislav Bátora
Dva Klausovi blízcí spolupracovníci v prezidentském období a jeho ideologičtí zastánci, ředitel politického odboru Ladislav Jakl a zástupce vedoucího kanceláře pro oblast komunikace a kultury Petr Hájek se stali signatáři petice a aktivními účastníky radikálně konzervativní iniciativy Akce D.O.S.T. Ta s Václavem Klausem sdílela odpor k antidiskriminačnímu zákonu, multikulturalismu, „homosexualismu“ či Lisabonské smlouvě a její představitelé spojovali motivaci k vlastnímu angažmá mimo jiné se svou nespokojeností s vývojem ODS po Klausově odchodu. Iniciativa uspořádala 3. října 2009 na podporu jeho odmítání ratifikace Lisabonské smlouvy tzv. „Pochod na Hrad“, jenž jí posloužil jako jeden z aktivizačních momentů. Klaus převzal petici a v proslovu k účastníkům mimo jiné uvedl: „Čtu vaše hesla, já jim rozumím. Já to cítím podobně jako vy, ale jako prezident to říkám možná slabší terminologií.“ Na podzim téhož roku vystoupila na obranu prezidenta v protiakci při demonstraci Klausových odpůrců.
V únoru 2011 zamýšlel ministr školství Josef Dobeš (VV) jmenovat předsedu Akce D.O.S.T Ladislava Bátoru svým náměstkem, údajně na doporučení „lidí z okolí prezidenta“. Záměr však vyvolal značnou kritiku a protesty, zejména s poukazy na Bátorovy údajně extremistické názory a jeho vedení kandidátky nacionalistické Národní strany v roce 2006. Proti Bátorovu jmenování se tehdy postavil i premiér Petr Nečas, ale prezident Klaus se stal jedním z jeho hlavních obhájců, když se ho v článku pro Právo 28. února zastal, přihlásil se k řadě jeho názorů a protesty přirovnal k hilsneriádě. To vyvolalo další bouřlivé reakce některých osobností a sdružení. Dne 8. července 2011 pak prezident přijal Bátoru a další představitele Akce D.O.S.T. na Hradě při oficiálním setkání, přičemž Česká televize informovala o blízkosti některých členů ke krajní pravici. Na konci Klausova prezidentství se tato iniciativa postavila na jeho stranu ve sporech o prezidentskou amnestii, zejména proti „ideovému táboru kolem Karla Schwarzenberga“.

#### Environmentalismus
Václav Klaus byl od počátku své politické dráhy kritikem environmentalismu, který považuje za levicovou ideologii. Za své názory obdržel třikrát (v letech 1995, 2005 a 2007; výrok v roce 2005 se netýkal ekologie) v anketě „antiekologický výrok roku“ cenu nazvanou „Zelená perla roku“ a v roce 1993 za postoj k dostavbě Temelína také název Ropák roku.

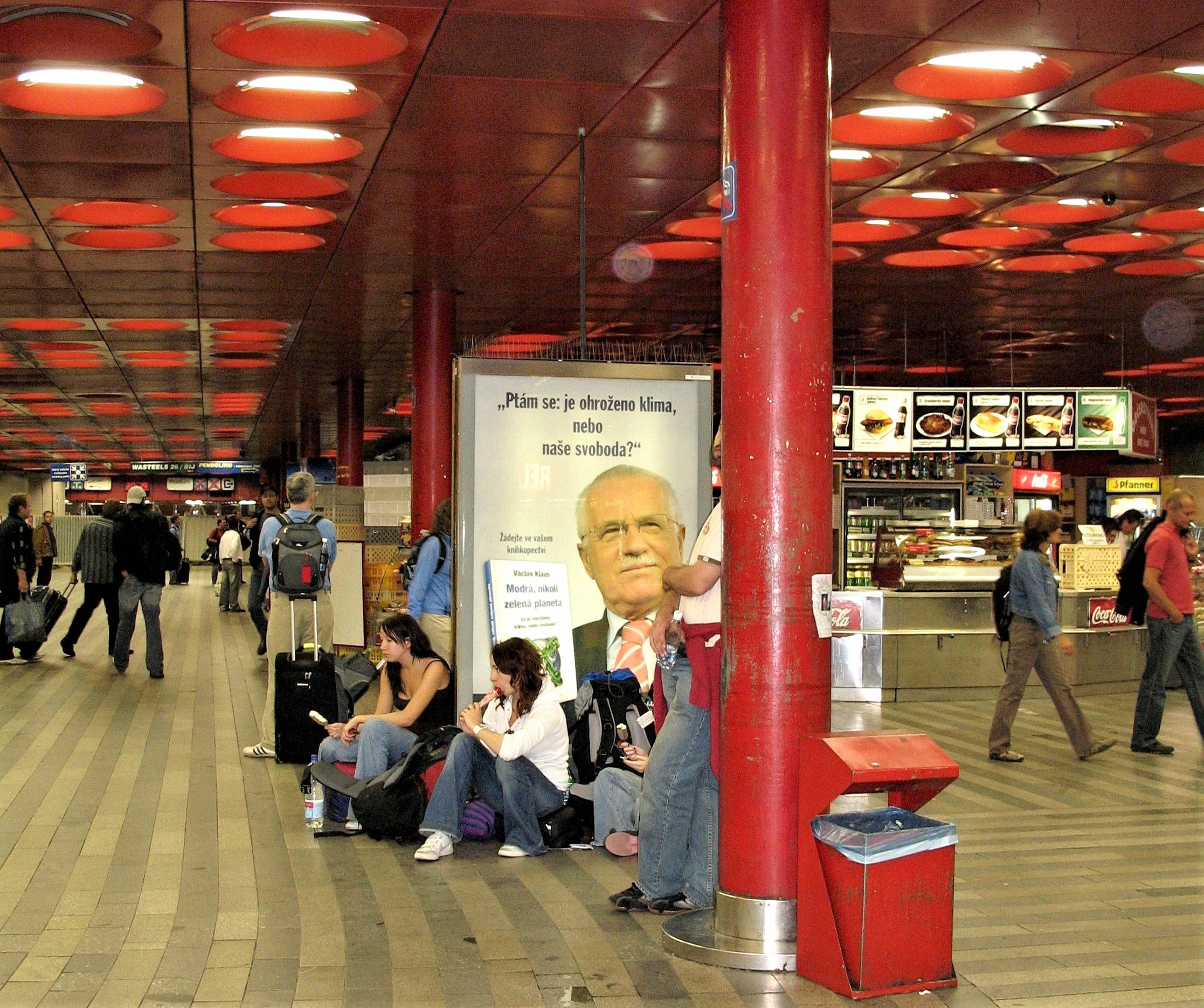
Reklama na knihu V. Klause „Modrá, nikoli zelená planeta“. Hlavní nádraží v Praze, květen 2007

Environmentalismus označuje za současné největší ohrožení svobody. V odpovědi na otázky amerického Kongresu uvedl: „Komunismus vystřídalo nebezpečí ambiciózního environmentalismu. Tato ideologie vzývá zemi a přírodu a pod hesly o jejich ochraně – podobně jako staří marxisté – se snaží nahradit svobodný spontánní vývoj lidstva jakýmsi centrálním (nyní globálním) plánováním celého světa.“ Prohlásil například, že ekologičtí aktivisté představují větší globální hrozbu než teroristé z Al-Káidy.
V rozhovoru pro HN řekl, že „environmentalismus je inkarnace novodobého levičáctví“. Tento názor zopakoval v diskuzi se čtenáři Financial Times: „Environmentalismus – nikoli ochrana přírody (a životního prostředí) – je levicová ideologie.“

Václav Klaus patří k hlasitým kritikům názoru, že globální oteplování je způsobeno člověkem. Své názory na boj proti globálnímu oteplování shrnul ve své knize Modrá, nikoli zelená planeta. Existenci globálních změn klimatu nezpochybňuje, je však hlasitým kritikem boje proti nim. Současná globální změna klimatu je podle jeho názoru přirozeného původu a boj proti nim tak bezvýznamný. Rovněž argumentuje tím, že oteplování nemusí mít jen negativní dopady. Řešení problému spatřuje v adaptaci a technologickém pokroku: „Namísto marných pokusů s ním bojovat bychom se měli připravit na jeho důsledky. I kdyby se atmosféra oteplovala, negativní dopady nemusí převážit.“ V roce 2017 ovšem Václav Klaus prohlásil „Spor o globální oteplování patří minulosti, prohráli jsme.“
Rovněž dlouhodobě kritizuje panel IPCC jako zpolitizovaný a jednostranně zaměřený. Staví se proti termínu vědecký konsenzus, který je podle něho „vždy dosahován hlasitou menšinou, nikoli tichou většinou“.

### Hodnocení prezidentství

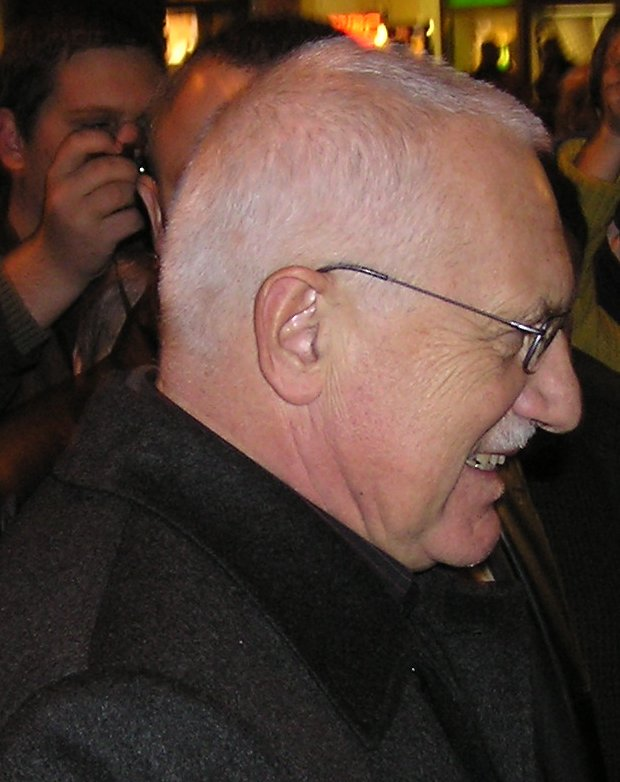
Václav Klaus na Národní třídě v Praze při vzpomínkové slavnosti dne 17. listopadu 2006

Hodnocení prezidentství Václava Klause se výrazně liší podle politické orientace hodnotitelů a je proto mnohdy protichůdné. Lubomír Kopeček, autor knihy Fenomén Václav Klaus, napsal: „Žádný z českých politiků nebudí takový odpor, nebo naopak vřelé sympatie.“
V souvislosti s odchodem Václava Klause z funkce prezidenta zhodnotil americký novinář James Kirchick pro anglickou edici německého časopisu Der Spiegel prezidentské období Václava Klause. Podle jeho názoru Klaus měl určitě významnou roli v české historii, ale „jeho dědictví bude zřejmě poškozeno kontroverzními postoji k Evropské unii, klimatické změně a populismem“. Kirchick si všímá Klausovy záliby v -ismech a zvláště potom jeho posledního užití pojmu havlismus v rozhovoru pro polský týdeník Do Rzeczy, jehož styl považuje u Václava Klause za rutinu, která je „zlomyslná, hysterická a přezíravá… k V. Havlovi“. Podle Kirchicka byla prezidentská dekáda Václava Klause charakteristická častým testováním ústavních omezení funkce a kontroverzemi v záležitostech počínaje tzv. homosexualismem a konče globálním oteplením. Klaus za sebou jako nejvýznamnější politik polistopadového období vedle Václava Havla ponechává „diskutabilní dědictví“, míní Kirchick. Konkrétně si všímá také Klausova opožděného podpisu Lisabonské smlouvy a kritiky Evropské unie. Autor připomíná roli Václava Klause v českých prezidentských volbách a jeho podporu Miloše Zemana, která byla podle Kirchickova názoru projevem Klausových sklonů k populismu. Podpora Zemana proti Karlu Schwarzenbergovi odpovídala podle Kirchicka Klausově osobnímu politickému stylu. Schwarzenberg představoval v protikladu ke Klausovi kosmopolitní názor na politiku a byl především přítelem Václava Havla. Kirchick si dále všiml pragmatického vztahu Václava Klause k Rusku a s jistou nadsázkou napsal: „Za jeho 25 let v politice je těžké najít jediný geopolitický problém, na který by měl Klaus jiný názor než Rusko…“ V závěru svého článku Kirchick připomněl, že Klaus byl i přes své kontroverzní výroky v České republice populární a důvěryhodný. Nicméně se pozastavil nad jeho „překvapivou“ amnestií z 1. ledna 2013, která „pravděpodobně může být nejtrvalejším aspektem Klausova dědictví“.
Ze strany některých názorových oponentů v České republice i ze zahraničí, např. rakouského poslance Evropského parlamentu Othmara Karase v roce 2009, byly kritizovány údajné Klausovy osobní vlastnosti. Mezi ně zařadil Karas jeho údajnou politickou nevypočitatelnost, ješitnost a sebestřednost. Podle odhadu Vladimíry Dvořákové z roku 2011 snižovaly popularitu Václava Klause také vyjadřování a vystupování jeho poradce Ladislava Jakla a ředitele tiskového odboru prezidentské kanceláře Petra Hájka.
Britský týdeník The Economist v srpnu 2011 zařadil Václava Klause v souvislosti se způsobem jeho prezentace svých názorů mezi „kontroverzní“ východoevropské politiky, kteří prý vyhledávají „špatnou publicitu“ a údajně tím škodí vlastním zemím, které potřebují investice. Podle týdeníku má tato skupina sklon opovrhovat konvenční diplomacií a publicitou. Podle citátu na serveru iHNed.cz napsal The Economist: „Například Václav Klaus obvykle odmítá hovořit se zahraničními novináři, pokud mu neslíbí, že otisknou celé jeho odpovědi.“
Psychiatr Cyril Höschl k postoji Klausových odpůrců řekl: „Václav Klaus má zvláštní schopnost vyvolávat neušlechtilé emoce i v jinak poměrně inteligentních lidech, kteří tváří v tvář svému názorovému odpůrci ztrácejí hlavu. Pikantní na tom je další téměř mysteriózní vlastnost V. K., že se mnohdy časem ukáže, že právě ve věcech, jež budí nejvíce vášní, má pravdu.“
Svůj názor na prezidenta Klause vyjádřil spisovatel Michal Viewegh v knihách Báječná léta s Klausem a Mráz přichází z Hradu.

## Exprezident (od roku 2013)
V roce 2011 byl zvolen prezidentem nejstaršího českého tenisového klubu I. ČLTK Praha a funkci vykonával i po odchodu z aktivní politiky.
V březnu 2013 se stal členem amerického libertariánského think tanku Cato Institute. V roce 2014 institut spolupráci ukončil kvůli Klausovým názorům na válku na východní Ukrajině, jeho postoji k sexuálním menšinám a Klausově údajné podpoře evropských ultrapravicových stran.
V předčasných volbách roku 2013 výslovně podpořil stranu Jany Bobošíkové, která se za účelem soustředit „klausovské síly“ přejmenovala na Hlavu vzhůru – volební blok. Osobně vystoupil na několika mítincích a objevil se i na předvolebních billboardech. Strana pak získala celkem 21 241 hlasů, což činilo 0,42 %, a nezískala tak žádný mandát. Klaus za hlavního viníka neúspěchu označil Stranu svobodných občanů, která se projektu odmítla zúčastnit (sama získala 122 564 hlasů, tedy 2,46 %).
V roce 2014 nevyloučil, že by se zúčastnil volby prezidenta v roce 2018, a to v případě, že by se na tento post rozhodl kandidovat kněz Tomáš Halík, s nímž má Klaus dlouhodobé spory.
Ministr školství Marcel Chládek (ČSSD) 24. října 2014 uvedl, že by měl Václav Klaus zasednout v čele Národní rady pro vzdělávání, jejíž vznik byl naplánován v souvislosti s novelou školského zákona od roku 2015. Téhož dne ministra vyzvali představitelé protikorupčních iniciativ Vraťte nám stát!, Veřejnost proti korupci a Nadační fond proti korupci, aby jej nejmenoval předsedou ani řadovým členem rady, a to s poukazem – krom jiného – na „politické a obchodní zájmy Václava Klause mladšího“. Výběr kritizovala také společnost EDUin, zabývající se vzděláním. Ministr Chládek později téhož dne uvedl, že by Klaus neměl být v samotné radě, nýbrž jen ve výboru, který by měl připravit podklady k ukotvení rady v zákoně. Dne 26. října pak ministr uvedl, že v radě nezasedne žádný aktivní ani bývalý politik a že Václav Klaus nezasedne ani v přípravném výboru.
V březnu 2014 prohlásil, že za válku na východní Ukrajině nesou spoluzodpovědnost Evropská unie a Spojené státy americké tím, že podporovaly protivládní protesty během ukrajinské krize. Rusko bylo podle Klause do konfliktu zavlečeno a ruský prezident Vladimir Putin se v něm chová racionálně. Klaus uvedl, že mu to připomíná „Jugoslávii před 20 lety. Byl tam také ze vnějšího prostředí vyprovokovaný tragický krvavý konflikt. A já mám strach, že právě něco podobného začíná právě na Ukrajině.“ V roce 2015 kritizoval pokračující devizové intervence ČNB jako neúčinné a procyklické.
V seriálu České století, mapujícím české dějiny 20. století, se vyskytuje postava Klause v dílech věnovaných sametové revoluci a rozdělení Československa. Klause ztvárnil herec Jaroslav Plesl.
Od 19. března 2015 se Václav Klaus zařadil mezi komentátory pořadu Jak to vidí na Dvojce Českého rozhlasu.
V roce 2016 podporoval vystoupení Spojeného království z EU, tzv. brexit. V dubnu 2016 vystoupil jako host na kongresu německé strany Alternativa pro Německo (AfD), kde se prohlásil za jejího „skutečného fanouška“ a pogratuloval straně k úspěchu v zemských volbách.
Koncem roku 2017 prohlásil Václav Klaus v rozhovoru pro ekonomický deník E15, že „… nejmylnější a nejchybnější investice jsou do IT. Je to největší plýtvání penězi.“ Tento názor společně s dalšími jeho názory ohledně informačních technologií (IT) kritizoval David Polesný, šéfredaktor Živě.cz. Šéfkomentátor Akuálně.cz Jan Lipold v reakci připomněl, že ve skepsi k IT je Klaus dlouhodobě konzistentní.
V květnu 2018 Klaus kritizoval vztyčení sochy německého filozofa Karla Marxe v nadživotní velikosti v jeho rodném městě Trevíru v Německu. Socha, kterou zaplatila Čína, byla odhalena při příležitosti 200. výročí Marxova narození. Slavnostního odhalení Marxova pomníku se zúčastnil také Jean-Claude Juncker, předseda Evropské komise. Klaus jeho účast označil za přiznání vlivu, který Marx na „projekt evropské integrace v jeho dnešní podobě Evropské unie má“. Podle Klause nejvlivnější teoretik komunismu Karl Marx výrazně přispěl ke vzniku diktatur 20. století „s desítkami, ne-li stovkami milionů obětí“.
V říjnu 2018 se důrazně zastal římskokatolického duchovního Petra Piťhy, jenž ve svém kázání na svátek sv. Václava v katedrále sv. Víta vystoupil proti ratifikaci Istanbulské úmluvy v České republice se slovy, že by její přijetí mohlo ohrozit pojem rodiny. Václav Klaus jeho kázání označil za silná, jasná a potřebná slova.
Klaus v letech 2018 a 2019 vystoupil také na konferencích spolku Jagsthausener Kreis v bavorském Freilassingu. Tento spolek má blízko k národně konzervativním a protiimigračním stranám, které v Německu a Rakousku sdružují i krajně pravicové radikály, tedy k německé AfD a k rakouské straně Svobodných. Klaus dlouhodobě německou AfD podporuje a v minulosti se účastnil i některých jejích předvolebních akcí v Německu. Klaus se hlásí i k rakouským Svobodným (FPÖ), kteří jsou propojeni s extremistickým hnutím identitářů nebo buršáckými spolky a mají podepsanou formální dohodu o spolupráci s Putinovou stranou Jednotné Rusko.
V reakci na Klausovy zápisky z plavby kolem Britských ostrovů, ve kterých Klaus kritizoval multikulturalismus a údajnou snahu kosmopolitů „co nejvíce zlikvidovat hranice mezi státy a národy“, předseda klubu poslanců TOP 09 Miroslav Kalousek obvinil Klause, že je „ruský agent, znovu aktivovaný po roce 2010.“ Klausův mluvčí Macinka na toto obvinění ostře reagoval. Posléze uvedl Klaus sám v pořadu Partie TV Prima, že zvažuje podat občanskoprávní žalobu na Miroslava Kalouska a požadovat od něj omluvu a odškodnění. Případně chce podat podnět na Policii ČR k prověření podezření ze spáchání trestného činu křivého obvinění.
V průběhu roku 2020 opakovaně vystupoval jako odpůrce vládních opatření proti šíření covidu-19 a nošení roušek. Tyto názory během roku 2020 publikoval v knihách Karanténa a Karanténa 2.0. Ministerstvo zdravotnictví na podzim 2020 uvedlo na webových stránkách věnovaných pandemii této nemoci, že dezinformační weby přebírají „výrazné výroky a silná prohlášení“ některých veřejných osobností a odborníků a používají je pro podporu svých dezinformací či konspiračních teorií. Jako příklad takových osobností uvedlo právě Klause a také epidemiologa Jiřího Berana. Oba se proti tomu ohradili. Po veřejném vystoupení bez roušky 28. října 2020 před Obecním domem byl pražskou hygienickou stanicí koncem ledna 2021 pokutován částkou 10 000 korun. Proti rozhodnutí podal odpor. Pražská hygienická stanice na pokutě setrvala a po odvolání Václava Klause k Ministerstvu zdravotnictví ji ministerstvo jen snížilo na 8 000 Kč. Klaus podal proti verdiktu správní žalobu a 26. října 2022 Městský soud v Praze rozhodl o zrušení pokuty, neboť příslušné mimořádné opatření Ministerstva zdravotnictví, které nařizovalo nosit roušky i venku, bylo již dříve soudem označeno za nezákonné. Ministerstvo zdravotnictví podalo kasační stížnost, kterou Nejvyšší správní soud 4. srpna 2023 pro nedůvodnost zamítl.
Václav Klaus vystoupil také 10. ledna 2021 na demonstraci iniciativy Chcípl PES na Staroměstském náměstí, kde mimo jiné prohlásil, že se nenechá očkovat vakcínou proti covidu-19. Dne 23. února 2021 byl pozitivně testován na koronavirus SARS-CoV-2 a po vyšetření v Ústřední vojenské nemocnici zůstal v domácí léčbě.
Při komunálních volbách v roce 2022 oznámil, že volil SPD Tomia Okamury. Tuto stranu označil za jednu z cest návratu do normálu.
V červnu 2023 projevil nesouhlas s prezidentem Petrem Pavlem, jenž poslal videozdravici na konferenci "Manželství a rodičovství pro gay a lesbické páry", kde prohlásil, že by Česká republika měla uzákonit stejnopohlavní manželství. Václav Klaus tento návrh nazval jako pokus o rozbití rodiny jako základního sociálního svazku.
Dne 27. března 2024 rozšířila vláda sankční seznam o právnickou osobu-společnost Voice of Europe. Na webových stránkách společnosti vystupoval Václav Klaus. Společnost je součástí proruské sítě, která v Česku předávala peníze politikům z Německa, Francie, Polska, Belgie, Nizozemska a Maďarska.
Při volbách prezidenta Spojených států amerických v roce 2024 podpořil Donalda Trumpa.
V dubnu 2025 kritizoval poslance a předsedu hnutí ANO Andreje Babiše za nekonzistentní chování. Jako příklad uvedl to, že při prezidentských volbách v USA v roce 2024 Babiš silně podporoval vítězného Donalda Trumpa, posléze se však k jeho politickým krokům odmítal vyjadřovat a některé i kritizoval. Klaus k tomu dodal, že podobně nekonzistentní politiky by on „volit nemohl“.
V roce 2024 uvedl, že má určité sympatie ke straně Motoristé sobě. V roce 2025 však podle informací serveru Seznam Zprávy kritizoval její program v oblasti zahraniční politiky (zejména za kritický postoj strany vůči Rusku).

## Vyznamenání a veřejná ocenění
Během politické kariéry byla Václavu Klausovi udělena řada vyznamenání a čestných akademických titulů v Česku i v zahraničí. Například dne 14. září 1997, u příležitosti 60. výročí úmrtí Tomáše Garrigua Masaryka, obdržel spolu s Petrem Pithartem a Milošem Zemanem v Rudolfinu Čestnou medaili T. G. Masaryka, kterou uděluje Masarykovo demokratické hnutí. Dne 27. prosince 2007 převzal od velvyslance Ruské federace Puškinovu medaili za šíření ruského jazyka, kterou mu udělil ruský prezident Vladimir Putin. 10. května 2009 obdržel z rukou bývalého prezidenta Spolkové republiky Německo Romana Herzoga ve Freiburgu v Breisgau Mezinárodní cenu Nadace Friedricha Augusta von Hayeka za své neúnavné angažmá pro věc svobodného tržního hospodářství a blízkost k principům, které Hayek ve svých vědeckých dílech zastával.
Dne 28. října 2019 obdržel od svého nástupce, prezidenta Miloše Zemana, nejvyšší státní vyznamenání České republiky, Řád Bílého lva.

## Dílo
Václav Klaus je autorem více než třiceti titulů. Jeho nejúspěšnější knihou je Modrá, nikoli zelená planeta, která byla přeložena do osmnácti jazyků. Mezi další známá díla patří Evropská integrace bez iluzí s pěti cizojazyčnými mutacemi a kniha Zápisky z cest.
Politická literatura, ekonomie etc.

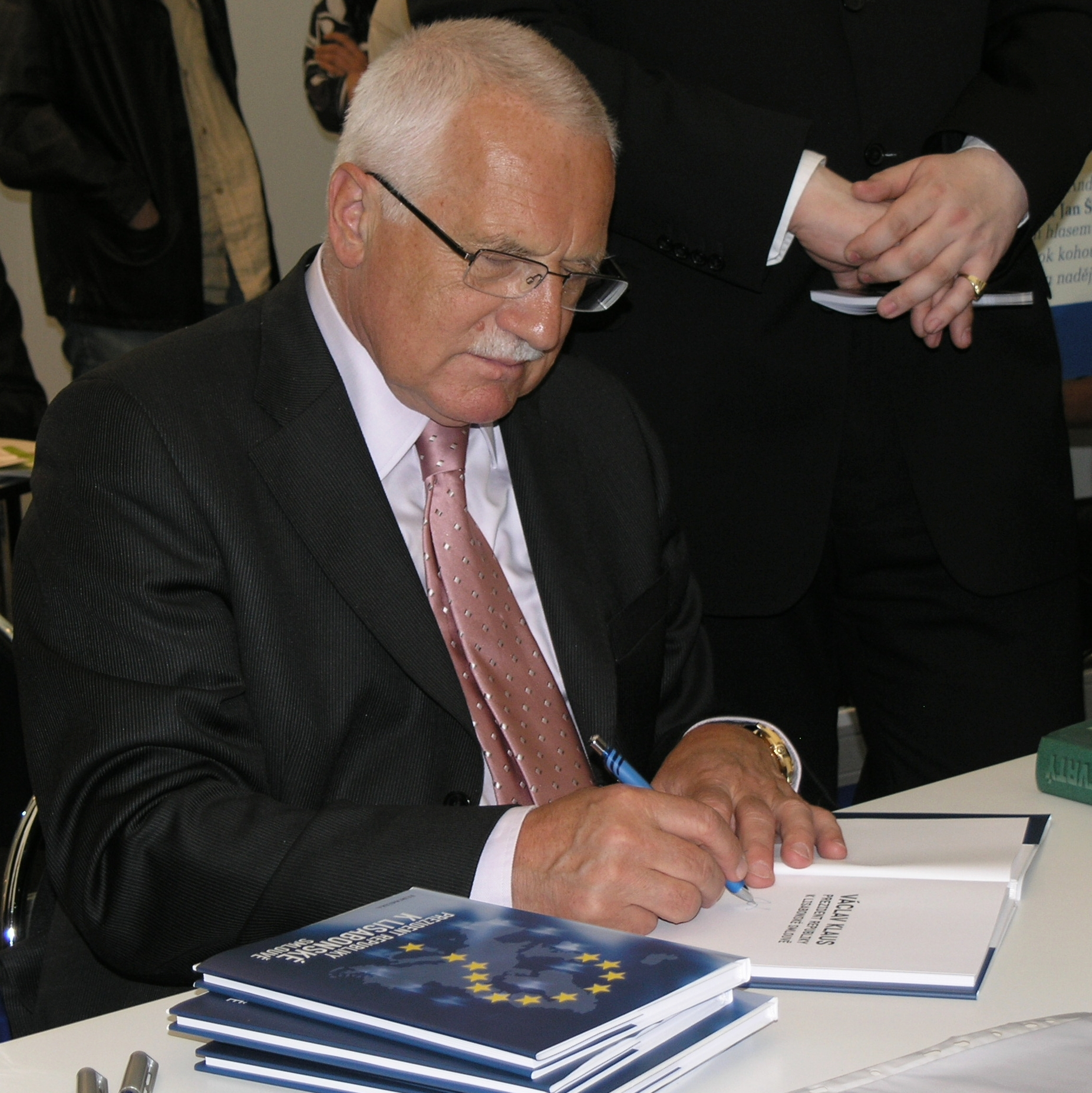
Prezident republiky k Lisabonské smlouvě (autogramiáda knihy)

- 1969: Marxova politická ekonomie a ekonomická teorie[342]
- 1991: A Road to Market Economy
- 1991: Ekonomická teorie a ekonomická reforma
- 1992: Dismantling Socialism: A Road to Market Economy II.
- 1994: Česká cesta
- 2000: Od opoziční smlouvy k tolerančnímu patentu
- 2002: Občan a obrana jeho státu
- 2007: Modrá, nikoli zelená planeta
- 2009: Kde začíná zítřek
- 2009: Modrá planeta v ohrožení
- 2011: Evropská integrace bez iluzí
- 2013: Spor o amnestii
- 2013: Dvacet let české měny
- 2013: Dnešní polemika o včerejší privatizaci*
- 2013: My, Evropa a svět
- 2013: Česká republika na rozcestí - Čas rozhodnutí*
- 2014: Byla deflace opravdu hrozbou?
- 2014: Záměrně plochá diskuse o ukrajinské krizi*
- 2014: The Never-Ending Struggle for Free Society
- 2014: Chtěli jsme víc než supermarkety
- 2015: Spor o měnovou politiku v kontextu devizových intervencí*
- 2015: Pět let řecké krize*
- 2015: Stěhování národů - Stručný manuál k pochopení současné migrační krize*
- 2015: Velcí ekonomové jsou mou inspirací[343][344]
- 2015: Masová imigrace - Záchrana, nebo zkáza Evropy?*
- 2016: Vzestup a pád české pravice: 25 let ODS*
- 2016: 25 let české transformace*
- 2017: Česko-německá deklarace - dvacet let poté*
- 2017: Zničí nás klima, nebo boj s klimatem?
- 2018: Rozdělení státu - 25 let České a Slovenské republiky*
- 2019: Znovu o klimatických změnách*
- 2019: 30 let cesty ke svobodě. Ale i zpět
- 2020: Karanténa: Přežije naše svoboda éru pandemie?*
- 2020: Ekonomické aspekty koronakrize*
- 2020: Sebedestrukce Západu*
- 2020: Karanténa 2.0
- 2021: Rozum proti kovidové panice*
- 2021: Transformace v ČR: cesta ke svobodě a prosperitě
- 2021: Free Society Fatally Endangered
- 2021: Podtrženo – Výpisky z četby let 1970-2020
- 2021: Myšlenky
- 2025: Od Beneše po Ukrajinu: 80 let od konce 2. světové války

Soubory, projevy, rozhovory
- 1997: NADORAZ – Rozhovor s Janou Klusákovou
- 1998: Tak pravil Václav Klaus
- 1999: Země, kde se již dva roky nevládne
- 2001: NAROVINU – Kniha hovorů Petra Hájka s Václavem Klausem
- 2003: Přerušený rozhovor – Knižní rozhovor s Jeronýmem Janíčkem
- 2004: Rok první – projevy, články, eseje
- 2005: Rok druhý – projevy, články, eseje
- 2006: Rok třetí – projevy, články, eseje
- 2007: Rok čtvrtý – projevy, články, eseje
- 2008: Rok pátý – projevy, články, eseje
- 2009: Rok šestý – projevy, články, eseje
- 2010: Rok sedmý – projevy, články, eseje
- 2011: Rok osmý – projevy, články, eseje
- 2012: Rok devátý – projevy, články, eseje
- 2013: Rok desátý – projevy, články, eseje
- 2013: Deset projevů presidenta republiky ke státnímu svátku 28. října
- 2013: Novoroční projevy

Cestopisy
- 2010: Zápisky z cest
- 2012: Zápisky z nových cest
- 2015: Zápisky a postřehy z cest
- 2019: Václav Klaus stále na cestách

Ostatní
- 2014: Aldous Huxley a jeho Brave New World*
- 2014: Sto let od počátku první světové války*
- 2015: Jan Hus - 600 let od smrti*
- 2016: Edvard Beneš - 80 let od volby prezidentem*

* tituly vzniklé za spolupráce s kolektivem IVK

## Instituce spjaté s Václavem Klausem

### Institut Václava Klause
Institut Václava Klause byl založen v roce 2012 jako liberálně-konzervativní think tank. Navazuje na – od roku 1999 existující – Centrum pro ekonomiku a politiku. Jeho cílem je podpora myšlenek svobody a volného trhu, obrana tradičních hodnot a demokracie, stejně jako politického a ideového odkazu prezidenta Václava Klause. Institut je studijně a publikačně činný, pořádá semináře, konference a další akce pro odbornou i širokou veřejnost. V rámci Institutu bylo vydáno již více než padesát publikací.
V roce 2012 uvedl Petr Kellner, že zaplatí (prostřednictvím své společnosti PPF) desítky milionů korun, které Václav Klaus potřeboval na vznik a provoz svého institutu s názvem Institut Václava Klause, o.p.s.

### Nadační fond Václava Klause a Nadační fond manželů Livie a Václava Klausových
V srpnu 1991 založili Václav Klaus, Občanská demokratická strana a společnost Telegraf Nadaci Václava Klause, ze které se v roce 1993 stal Nadační fond Václava Klause. Posláním fondu je mimo jiné podporovat vzdělávání občanů České republiky v politických, sociálních a ekonomických vědách.
V roce 2003 Václav Klaus založil s manželkou Nadační fond manželů Livie a Václava Klausových, jehož posláním je „podpora humanitárních aktivit právnických a fyzických osob, zejména se zaměřením na podporu projektů a aktivit zdravotně sociálního charakteru a projektů a aktivit v oblasti vzdělávání“. Fond měl v roce 2014 šest projektů: Senioři komunikují, Jazykové kurzy, Stipendia, Kroužky, Podpora dětských obětí dopravních nehod a Řidičské průkazy.
V roce 2010 činily náklady na správu NFVK 334 tisíc korun, z toho osobní náklady 226 tisíc korun. V témže roce NFVK poskytl nadační příspěvky ve výši 158 tisíc korun: 70 tisíc korun Centru pro ekonomiku a politiku na seminář a sborník textů o Thomasi Malthusovi, 40 tisíc korun Centru pro studium demokracie a kultury na vydávání Revue Politika a 48 tisíc korun na nákup vybavení pro zdravotně postižené občany. V roce 2011 činily náklady na správu NFVK 336 tisíc korun, z toho osobní náklady 226 tisíc korun. V témže roce NFVK poskytl nadační příspěvky ve výši 278 tisíc korun: 130 tisíc korun Centru pro ekonomiku a politiku a 148 tisíc korun na nákup vybavení pro zdravotně postižené občany. V roce 2012 poklesly příspěvky poskytnuté fondem na 48 tisíc korun. Náklady na správu NFVK dosáhly výše 325 tisíc korun, z toho osobní náklady 225 tisíc korun.
Předsedkyní správní rady fondu je bývalá předsedkyně Senátu Parlamentu České republiky Libuše Benešová a členy Michaela Bartáková a Ladislav Jakl. Předsedou dozorčí rady je bývalý ministr Martin Kocourek. a členy Pavel Bém a Pavel Huťka. V roce 2012 bylo stanoveno, že NFVK zanikne sloučením s Nadačním fondem manželů Livie a Václava Klausových, k čemuž ale nedošlo.